# 氣比神宮
氣比神宮（けひじんぐう、気比神宮）は、福井県敦賀市曙町にある神社。式内社（名神大社）、越前国一宮。旧社格は官幣大社で、現在は神社本庁の別表神社。

## 概要

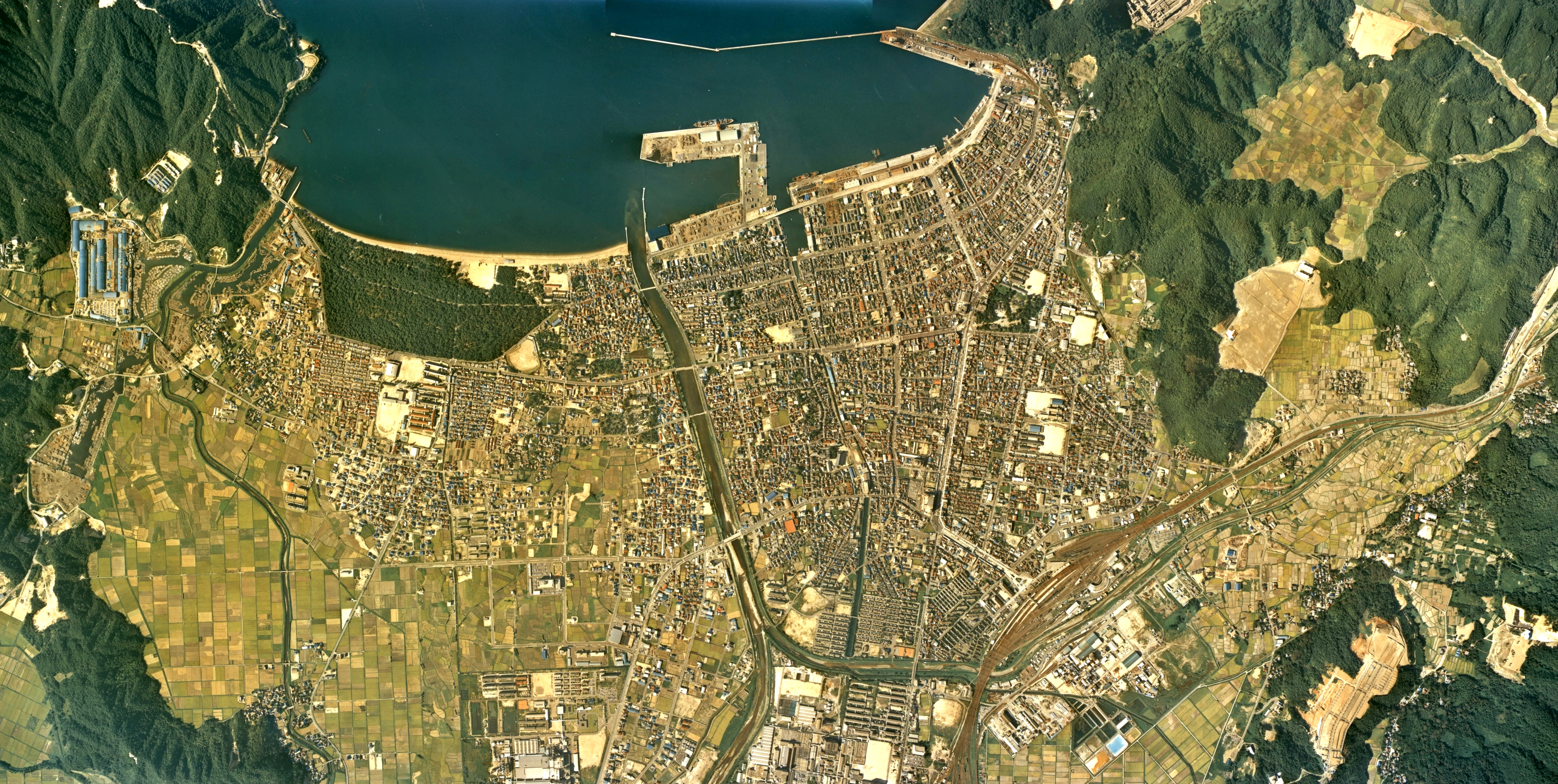
敦賀市中心部航空写真1975年撮影の4枚を合成作成。。中央右上にある一画の緑地が氣比神宮境内になる。

福井県中央部、敦賀市市街地の北東部に鎮座する。敦賀は天然の良港を有するとともに、北陸道諸国（現在の北陸地方）から畿内への入り口であって、対外的にも朝鮮半島への玄関口にあたる要衝である。神宮はそのような立地であることから、「北陸道総鎮守」と称されて朝廷から特に重視された神社であった。
『古事記』『日本書紀』では早い時期に神宮についての記事が見えるが、特に仲哀天皇（第14代）・神功皇后・応神天皇（第15代）との関連が深く、古代史において重要な役割を担う。また、中世には越前国の一宮に位置づけられており、福井県から遠くは新潟県まで及ぶ諸所に多くの社領を有していた。
社殿のほとんどは第二次世界大戦中の空襲で焼失したため、現在の主要社殿は戦後の再建になる。空襲を免れた大鳥居は「日本三大木造鳥居」にも数えられる壮麗な朱塗鳥居であり、国の重要文化財に指定されている。また境内社の角鹿（つぬが）神社は「敦賀」の地名の由来であると伝える。祭事では多数の特殊神事が現在まで続き、古図、古面等の有形文化財を伝えている。さらに、『おくのほそ道』本文に「けいの明神に夜参す」とあることから、境内は国の名勝「おくのほそ道の風景地」の一部に指定されている。

## 社名
神宮の社名について、史料には主なものとして次の呼称が見える（史料の引用には常用漢字体を使用）。
- 気比大神/気比神（『古事記』[原 1]、『続日本紀』[原 2]等）
- 笥飯大神/笥飯神（『日本書紀』[原 3][原 4][原 5]）
- 気比神社（『日本後紀』[原 6]、『延喜式』神名帳）
- 気比大神宮（『続日本後紀』[原 7]等）
- 気比神宮（『日本文徳天皇実録』[原 8]等）

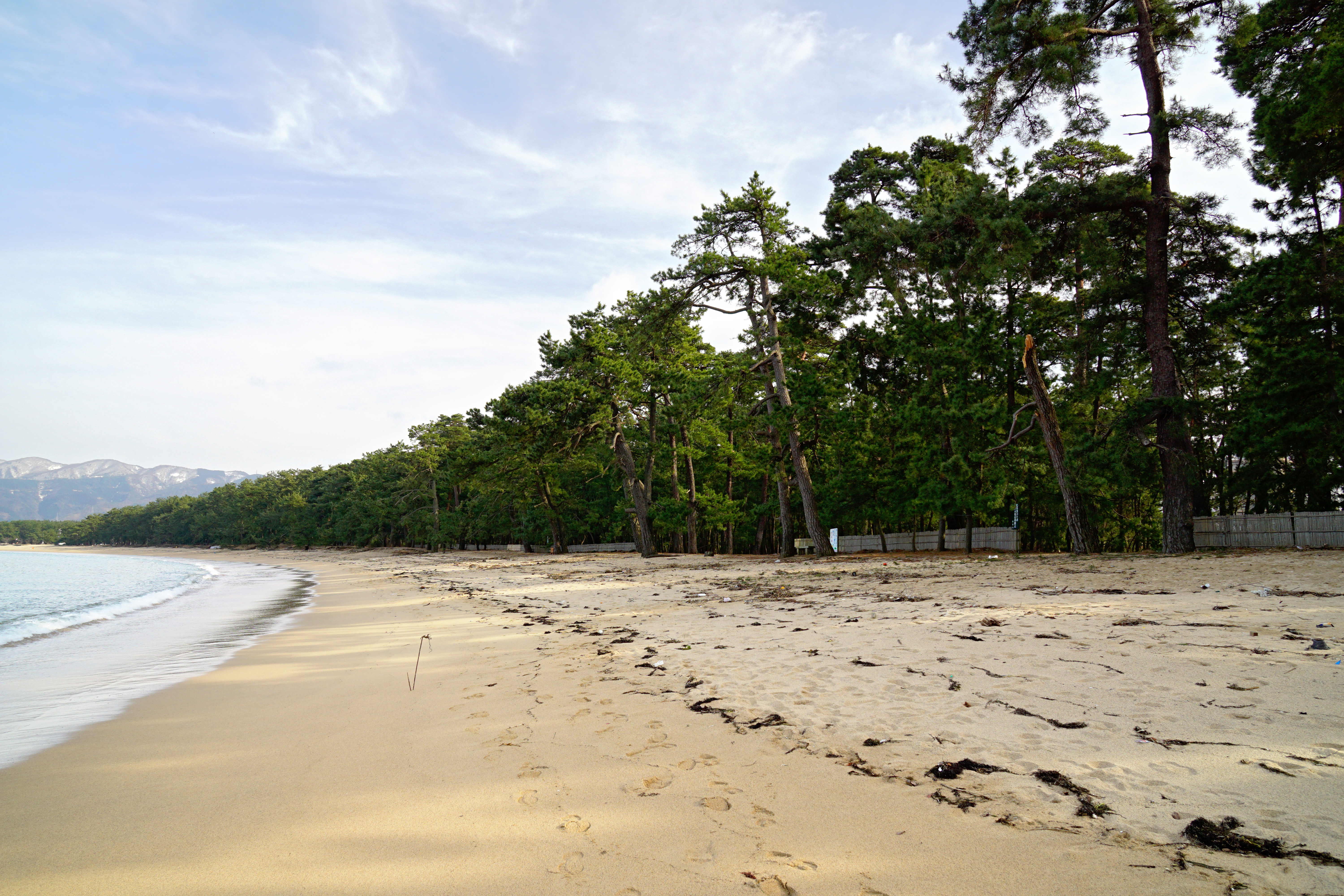
気比の松原「気比」の冠称は、かつて松原が神宮に管掌されたことによるという。

以上のほか、史料には「気比宮」「気比大明神」「気比社」「気比明神」などの呼称も見える。明治維新後、明治28年（1895年）には神宮号が宣下され、それ以後は社名を「氣比神宮」としている。なお、気比の松原の冠称「気比」も神宮の社名に由来するもので、同地が古くは神宮の領地であったことに因むとされる。
「ケヒ（気比/笥飯）」の由来としては、『古事記』では「御食津（みけつ）」から「気比」に転訛したという。『古事記』の伝承に加え、古い表記の「笥飯」は当て字ながら「箱中の飯」を意味することから、「ケヒ」とは「食（け）」の「霊（ひ）」、すなわち食物神としての性格を表す名称とする説がある。これとは別に、応神天皇と気比神との名の交換を意味する「かへ（kafë）」から「けひ（këfi）」に変化したとする説もある。
以下本項では、社名には「氣比」を使用し、史料の引用など社名以外では常用漢字体の「気比」を使用して解説する。

## 祭神
祭神は次の7柱。本殿（本宮）に主祭神と2柱、本宮周囲の四社の宮（ししゃのみや）にそれぞれ1柱を祀る。
本殿（本宮）
- 伊奢沙別命（いざさわけのみこと） - 主祭神。「気比大神」または「御食津大神」とも称される。
- 仲哀天皇（ちゅうあいてんのう） - 第14代天皇。
- 神功皇后（じんぐうこうごう） - 仲哀天皇の皇后。

四社の宮
- 東殿宮：日本武尊（やまとたけるのみこと）
- 総社宮：応神天皇（おうじんてんのう） - 第15代天皇。
- 平殿宮：玉姫命（たまひめのみこと、玉妃命） - 『気比宮社記』では神功皇后の妹の虚空津比売命とする。
- 西殿宮：武内宿禰命（たけのうちのすくねのみこと）

祭神関係略図
（伊奢沙別命を除く6柱の関係を社伝に基づいて掲載。数字は天皇代数）
| 日本武尊    |             |             |             |             |             |             |             |             |             |          |          |          |          |        |        |        |        |        |        |                    |                    |                    |                    |                    |                    |
|             |             |             |             |             |             |             |             |             |             |          |          |          |          |        |        |        |        |        |        |                    |                    |                    |                    |                    |                    |
|             |             |             |             |             |             |             |             |             |             |          |          |          |          |        |        |        |        |        |        |                    |                    |                    |                    |                    |                    |
| 14 仲哀天皇 | 14 仲哀天皇 | 14 仲哀天皇 | 14 仲哀天皇 | 14 仲哀天皇 | 14 仲哀天皇 |             |             | 神功皇后    | 神功皇后    | 神功皇后 | 神功皇后 | 神功皇后 | 神功皇后 | 玉姫命 | 玉姫命 | 玉姫命 | 玉姫命 | 玉姫命 | 玉姫命 |                    |                    |                    |                    |                    |                    |
| 14 仲哀天皇 | 14 仲哀天皇 | 14 仲哀天皇 | 14 仲哀天皇 | 14 仲哀天皇 | 14 仲哀天皇 |             |             | 神功皇后    | 神功皇后    | 神功皇后 | 神功皇后 | 神功皇后 | 神功皇后 | 玉姫命 | 玉姫命 | 玉姫命 | 玉姫命 | 玉姫命 | 玉姫命 |                    |                    |                    |                    |                    |                    |
|             |             |             |             | 15 応神天皇 | 15 応神天皇 | 15 応神天皇 | 15 応神天皇 | 15 応神天皇 | 15 応神天皇 |          |          |          |          |        |        |        |        |        |        | 武内宿禰命（家臣） | 武内宿禰命（家臣） | 武内宿禰命（家臣） | 武内宿禰命（家臣） | 武内宿禰命（家臣） | 武内宿禰命（家臣） |

祭神を7柱とする記載は、古くは『延喜式』神名帳に見える。『気比宮社記』によれば、当初の祭神は伊奢沙別命1柱であったが、大宝2年（702年）の社殿造営にあたって仲哀天皇・神功皇后を本宮に合祀、周囲に日本武尊ほか4柱を配祀したとする。

### 祭神について
上記の通り主祭神はイザサワケ（伊奢沙別/去来紗別）で、氣比神宮特有の神である。神名「イザサワケ」のうち「イザ」は誘い・促し、「サ」は神稲、「ワケ」は男子の敬称の意といわれる。そのほかの名称として、史書では「笥飯」「気比」「御食津」と記されるほか、『気比宮社記』では「保食神」とも記される。これらは、いずれも祭神が食物神としての性格を持つことを指す名称であり、敦賀が海産物朝貢地であったことを反映するといわれる。このことから、神宮の祭神は上古より当地で祀られた在地神、特に海人族によって祀られた海神であると解されている。一方、『日本書紀』に新羅王子の天日槍の神宝として見える「胆狭浅大刀（いささのたち）」との関連性の指摘があり、イザサワケを天日槍にあてて新羅由来と見る説もある。

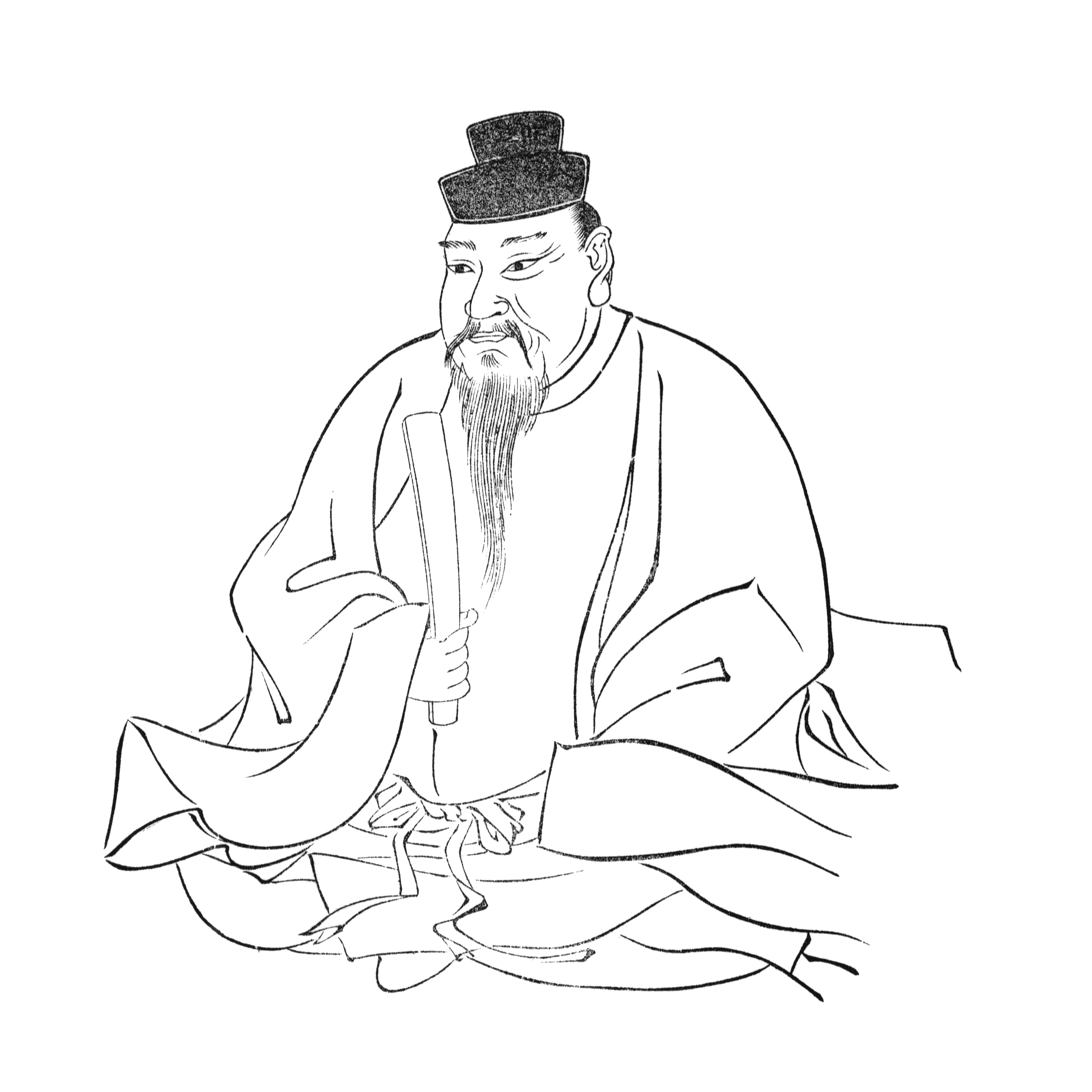
応神天皇（『集古十種』）第15代天皇。『古事記』『日本書紀』によれば伊奢沙別命（神宮の主祭神）と名を交換したという。

このイザサワケは、仲哀天皇・神功皇后・応神天皇と深いつながりにあることが『古事記』『日本書紀』によって知られる。両書では、仲哀天皇が角鹿に行宮として「笥飯宮」を営んだとあるほか、天皇の紀伊国滞在中に熊襲の謀叛があり角鹿にいた神功皇后を出発させたと見え、角鹿の地が登場する。神功皇后は、仲哀天皇の突然死を経て新羅に遠征（三韓征伐）、帰途に太子（誉田別尊；応神天皇）を産んだ。そして、皇后と太子がヤマトへ戻る際に謀叛があったが無事平定し、太子は武内宿禰に連れられて禊のため気比神に参詣したという。以上のように、歴史の早い段階から気比神が朝廷の崇敬を受ける神として登場しており、一連の出征の始まり・終わりを成したことから古くは軍神として崇敬されたとも見られる。
『古事記』ではその後の経緯として、武内宿禰に連れられた太子（応神天皇）はイザサワケと名の交換を行ったとする（易名説話）。説話によれば、太子が角鹿（敦賀）の仮宮を営んでいると、夜の夢にイザサワケが現れて名を交換するよう告げられた。太子が承諾するとイザサワケは翌朝に浦に出るように言い、太子が言われたとおりにすると浦には一面にイザサワケの献じた入鹿魚（イルカ）があった。これにより太子はイザサワケを「御食津大神（みけつのおおかみ）」と称え、のちにその名が「気比大神」となったという。同様の説話は『日本書紀』でも別伝として記されているが、『古事記』『日本書紀』とも内容には疑問点が指摘される。この説話の解釈には諸説あるが、特にその真相を「名（な）と魚（な）の交換」すなわち「名の下賜」と「魚の献上」であるとして、気比神（とその奉斎氏族）の王権への服属儀礼を二重に表すと見る説が有力視される。また、以上のように当地が応神天皇系の勢力基盤であったことは、越前から出た応神天皇五世孫の継体天皇（第26代）とも関係するといわれる。
イザサワケとともに祀られる仲哀天皇以下6柱に関しては、7世紀後半に天皇霊が国家守護神として各地に設置された動きと関連づける説がある。その中で、守護神として合祀された仲哀天皇は敗者の霊として「祟り性」を備えていたために、全国でも早期の神宮寺成立・神階昇叙につながったと指摘される。

## 歴史

### 創建・伝承

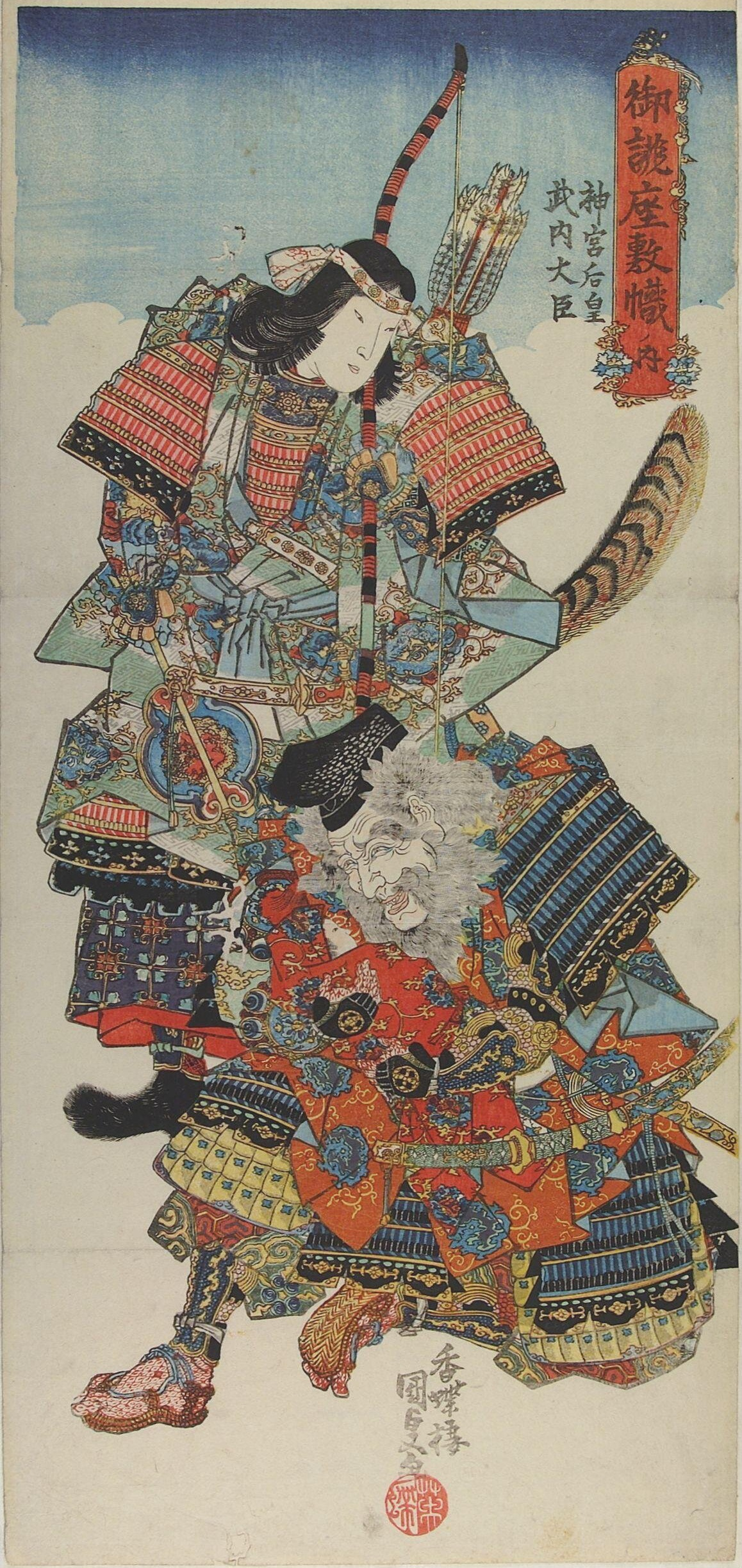
神功皇后と武内宿禰
（歌川国貞画）

社伝では、上古に主祭神の伊奢沙別命は東北方の天筒山に霊跡を垂れ、境内北東方にある土公の地に降臨したという。そして『気比宮社記』によれば、神功皇后が三韓征伐出兵にあたって気比神に祈願をすると、海神を祀るように神託があり、皇后は穴門に向かう途中で海神から干・満の珠を得た。そして仲哀天皇8年3月に神功皇后と武内宿禰が安曇連に命じて気比神を祀らせたといい、これが神宮の創建になるとしている。またこの時、気比大神は玉姫命に神憑りして三韓征伐の成功を再び神託したとも伝える。その後大宝2年（702年）に文武天皇の勅によって社殿を造営し、本宮に仲哀天皇・神功皇后を合祀、東殿宮・総社宮・平殿宮・西殿宮の4殿に各1柱を祀ったという。
また前述のように、『古事記』『日本書紀』では仲哀天皇・神功皇后・応神天皇の時期に記事が記されている。しかしながら、その後は持統天皇6年（692年）まで神宮に関する記事は見えないことから、7世紀中頃までは朝廷とのつながりは薄かったとして、7世紀後半頃に気比神の祭祀権が在地豪族から朝廷の手に移ったと推測される。

### 概史

#### 古代
国史において気比神が再び現れるのは持統天皇6年（692年）で、その記事では越前の国司が角鹿郡の浜で獲った白蛾を献上したため、20戸の神封（神社に寄進された封戸）が増封されたと記されている。霊亀元年（715年）には境内に神宮寺（気比神宮寺）が設けられたというが、これは文献上で全国最古の神宮寺成立になる。また『新抄格勅符抄』によれば、天平3年（731年）に従三位料として200戸の神封があり、天平神護元年（765年）には神封は244戸に及んだ。同記事では神階として「従三位」と記されているが、これも全国諸神の神階記事の内で最古になる。その後、神階は寛平5年（893年）までに正一位勲一等の極位に達した。このような神階昇叙には9世紀の東アジア情勢が背景にあり、この時期に海神としての本来の性格が朝廷から重要視されたと推測される。
また、神宮は朝廷鎮護の重要な一角として古くから朝廷との結びつきが強く、朝廷からの奉幣が宝亀元年（770年）（使者：中臣葛野連飯麻呂）、承和6年（839年）（使者：大中臣朝臣礒守・大中臣朝臣薭守）、仁寿2年（852年）、貞観元年（859年）（使者：大中臣朝臣豊雄）にあった。また、承和6年（839年）には神宮の雑務は国司預かりから神祇官直轄に移行され、朝廷との関わりを一層強めている。
延長5年（927年）成立の『延喜式』神名帳では越前国敦賀郡に「気比神社七座 並名神大」と記載され、七座が名神大社に列している。また、同帳に見える「角鹿神社」「大神下前神社」「天利剣神社」「天比女若御子神社」「伊佐奈彦神社」の式内社5社は神宮の境内社に比定される。そのうちでも特に、天利剣・天比女若御子・天伊佐奈彦の3社は『続日本後紀』において「気比大神之御子」と見える。このことから、神宮周辺の諸社が御子神として編成されたとして、敦賀の在地社会において神宮中心の国家祭祀体系が構築されたと考えられている。

#### 中世から近世
中世以降は越前国の一宮に位置づけられ、「北陸道総鎮守」とも称されたという。古代に続いて中世も広大な社領を有しており、その土地は越前を中心として遠く越中・越後・佐渡にまで及んでいた。南北朝時代の戦乱では、宮司の気比氏治は南朝方につき金ヶ崎城を築いて奮戦したが、北朝方に敗れ一門は討ち死した。この敗死により神宮の社領も減じられたが、それでもなお24万石を所領したと伝える。神宮は中世を通じて社殿焼失が多く、史料には再建を示す記事が多く見られる。
戦国時代には、社家は戦国大名朝倉氏の下に組み込まれた。そのため、織田信長の侵攻によって社殿のほとんどを焼失、朝倉氏滅亡とともに社領も没収されて社勢は著しく衰退した。
江戸時代に入ると慶長8年（1603年）に結城秀康から100石が寄進され、慶長9年（1604年）には社殿造営がなされて再興が果たされた。その後は、徳川家光から秀忠の病気平癒祈願料として50石が寄進されたほか、大野城主の松平但馬守などからの奉幣も受けている。しかしながら、かつての繁栄は見られなくなったという。

#### 近代以降
明治維新後、明治4年（1871年）に近代社格制度において国幣中社に列した。明治28年（1895年）には官幣大社に昇格するとともに、神宮号宣下により社名を現在の「氣比神宮」に改称した。
1933年（昭和8年）10月30日、福井県で行われた陸軍特別大演習終了後、県内を巡幸した昭和天皇が行幸。
1945年（昭和20年）、敦賀空襲により旧国宝の本殿ほか社殿の多くを焼失した。本殿は昭和25年（1950年）に再建され、その他の社殿も再建・修復を経て現在に至っている。また、戦後は神社本庁の別表神社に列している。
1968年（昭和43年）10月4日、第23回国民体育大会後、県内を巡幸した昭和天皇、香淳皇后が行幸啓。

### 神階
- 六国史時代における神階奉叙の記録[22]
  - 天平3年（731年）12月10日、従三位 （『新抄格勅符抄』）[原 11] - 表記は「気比神」。
  - 承和2年（835年）2月23日、正三位勲一等 （『続日本後紀』）[原 15] - 表記は「気比大神」。
  - 承和6年（839年）12月9日、正三位勲一等から従二位勲一等 （『続日本後紀』）[原 16] - 表記は「気比大神」。
  - 承和7年（840年）9月13日、従二位勲一等 （『続日本後紀』）[原 14] - 表記は「気比大神」。
  - 嘉祥3年（850年）10月7日、正二位 （『日本文徳天皇実録』）[原 17] - 表記は「気比神」。
  - 天安3年（859年）1月27日、正二位勲一等から従一位勲一等 （『日本三代実録』）[原 18] - 表記は「気比神」。
- 六国史以後
  - 寛平元年（889年）7月17日、越前国神を一階昇叙 （『日本紀略』）[原 19]
  - 寛平5年（893年）12月29日、正一位勲一等 （『類聚三代格』）[原 20] - 表記は「気比大神」。
  - 正一位勲一等 （『越前国内神名帳』） - 表記は「気比大明神」。

### 神職
気比神の祭祀は、古代には角鹿氏（つぬがうじ、角鹿直・角鹿海直）が担ったといわれる。この角鹿氏は敦賀における海上交通・漁業の統率者であり、角鹿国造を務めた氏族である。敦賀市には首長墓として5世紀末の向出山1号墳（直径約60メートルの円墳、北緯35度38分16.64秒 東経136度5分10.31秒）が残るが、その副葬品には被葬者と東アジアのつながりが指摘される。この角鹿氏は、7世紀後半頃には朝廷の支配下に入ったと見られている。
記録上では、宝亀7年（776年）に朝廷から初めて宮司職が置かれ、宮司は従八位に準じたとある。以後、文献では宮司として大中臣氏・中臣氏の各人物が見える。延暦23年（804年）からは、宮司の就任には神祇官の認可が必要となり、朝廷とのつながりを強めている。また承和2年（835年）の記事では禰宜・祝の各職が見える。『延喜式』によれば、松原客館（渤海使の客館）の検校も宮司が担っていた。なお『朝野群載』には、承暦4年（1080年）に神事を穢した祟りがあったため、神官に中祓を科した記録が見える。
古くは神職として大宮司・大祝・権祝・副祝・正禰宜・副禰宜職があり、48の社家は大中臣姓・角鹿姓を称したという（室町時代からは菅原姓も加わった）。人物としては特に、南北朝の争乱で恒良親王・尊良親王を奉じた大宮司の気比氏治・斉晴親子が知られる。また検校・行司・別当・執当等36坊を数える社僧職もあったという。信長の越前侵攻後は、大中臣姓の東河端・西河端・北河端・石倉・石塚・平松の6家と、角鹿姓の島家、菅原姓の宮内家の計8家を残すのみとなった。この社家制度は、明治4年（1871年）の太政官布告を以て廃止されている。

### 社領
六国史時代における社領の記録は次の通り。
- 持統天皇6年（692年）9月26日、20戸増封 （『日本書紀』）[原 5] - 表記は「笥飯神」。
- 天平3年（731年）12月10日、従三位料として200戸 （『新抄格勅符抄』）[原 11] - 表記は「気比神」。
- 天平神護元年（765年）9月7日、44戸（計244戸） （『新抄格勅符抄』）[原 11] - 表記は「気比神」。

上記のうち持統天皇6年の記事は「増封」であるため、これに先立ってすでに封戸があったとされる。また244戸という神封は、全国でも屈指の数になる。その後、『日本三代実録』によれば元慶8年（884年）に神宮の封租穀は神庫に納めて祭祀費にあてられるともに、神戸の百姓の国役への充当が停止されている。
平安時代末期以降には社領が荘園化し、鳥羽院を本家として皇室領に入り、美福門院・八条院・春華門院・順徳院・後高倉院・安嘉門院・室町院・亀山院・後宇多院・後醍醐天皇へと大覚寺統に伝えられた。また、律令制の崩壊とともに先の封戸も荘園化したとされる。それらの荘園領は建暦2年（1212年）注進の目録によって知られ、同文によると社領は敦賀郡を中心とする越前国に加え、敦賀港・三国港の要港、越中・越後までの一部にまで及んでいた。作田は257町余で所当米は1,700石余、さらに請加米を加えると2,111石であった。そのうち本家分は702石余、領家分は292石余、大宮司（預所）分は177石余である。前述のようにこれら荘園の本家は皇室であったが、領家は九条良輔（九条兼実の子）の知行に始まって延暦寺属の青蓮院に伝えられた。
応仁の乱の後は、武家による侵略を受けながら朝倉氏滅亡までは所々の社領を有したが、朝倉氏の滅亡後に衰退した。江戸時代の社領は100石であった。

### 社殿造営
神宮の社殿は被災が多く、文献には度々再建なされた様子が見える。『気比宮社記』等によると、再建年次は次の通り。
| 年                 | 事象                                  | 造営・遷宮                                       |
| ------------------ | ------------------------------------- | ------------------------------------------------ |
| 天喜2年（1054年）  | 炎上                                  | 造畢                                             |
| 承暦2年（1078年）  |                                       | 造替・遷宮                                       |
| 保延元年（1135年） | 大風で倒壊                            | 再建・遷宮                                       |
| 建久2年（1191年）  | 焼失                                  |                                                  |
| 建久7年（1196年）  |                                       | 本殿造営                                         |
| 元久元年（1204年） |                                       | 遷宮                                             |
| 建長8年（1256年）  | 焼失                                  |                                                  |
| 文永2年（1265年）  |                                       | 造畢・遷宮                                       |
| 正中2年（1325年）  | 地震で倒壊                            |                                                  |
| 正慶2年（1333年）  |                                       | 造営・遷宮                                       |
| 建武4年（1337年）  | 南北朝の戦乱で 幣殿以外全焼           |                                                  |
| 暦応2年（1339年）  |                                       | 遷宮                                             |
| 貞治6年（1367年）  |                                       | 造営始（修理か）                                 |
| 永正3年（1506年）  | 政所社以外全焼                        |                                                  |
| 永正12年（1515年） |                                       | 造営日時定                                       |
| 永正13年（1516年） |                                       | 遷宮                                             |
| 享禄2年（1526年）  |                                       | 常宮の修理                                       |
| 天文9年（1540年）  |                                       | 修造、翌年遷宮                                   |
| 弘治2年（1556年）  | 類焼により半焼                        |                                                  |
| 元禄元年（1558年） |                                       | 修造終了、翌年遷宮                               |
| 元亀元年（1570年） | 政所社・炊殿・神楽屋 以外を兵火で焼失 |                                                  |
| 元亀2年（1571年）  |                                       | 小祠2宇造営、遷宮                                |
| 慶長9年（1604年）  |                                       | 造営始                                           |
| 慶長19年（1614年） |                                       | 正遷宮（旧本殿）                                 |
| 元和元年（1615年） |                                       | 惣社再興                                         |
| 元和2年（1616年）  |                                       | 拝殿造営                                         |
| 寛永19年（1642年） |                                       | 平殿再興                                         |
| 正保2年（1645年）  |                                       | 大鳥居造営（現存）                               |
| 慶安4年（1651年）  |                                       | 御子神9社再興 （神宮寺を除いて中世期をほぼ再現） |
| 寛保2年（1742年）  |                                       | 宝殿造営                                         |
| 宝暦5年（1755年）  |                                       | 本殿修造、正遷宮                                 |
| 昭和20年（1945年） | 戦災でほぼ全焼                        |                                                  |
| 昭和期             |                                       | 昭和の大造営（現本殿）                           |

神宮の中世期の境内の様子は「気比神宮古図」（室町時代後期）によって知られる。また、戦災で焼失した旧本殿は珍しい「両流造」であったことが知られるが（「社殿」節参照）、以上の変遷を踏まえると、その両流造の形式は文永2年（1265年）までは確実に遡ることができ、可能性としては保延（1135年）または元久（1204年）頃に遡ると推測される。
また、現在の神宮の入り口は境内西側に国道8号に面して設けられているが、古くは東側にあったとされている。史料によれば、正安3年（1301年）に神宮を参詣した他阿真教（時宗第2世）は、西参道の沼地を改善するため浜から砂を運んで整地したといい、それ以来神宮の入り口は西側に移ったという。この故事に因み、現在でも時宗総本山の法主交代時には神宮で「お砂持ち」の儀式が行われる。

## 境内
境内の広さは11,253坪（約3.7ヘクタール）。

### 社殿

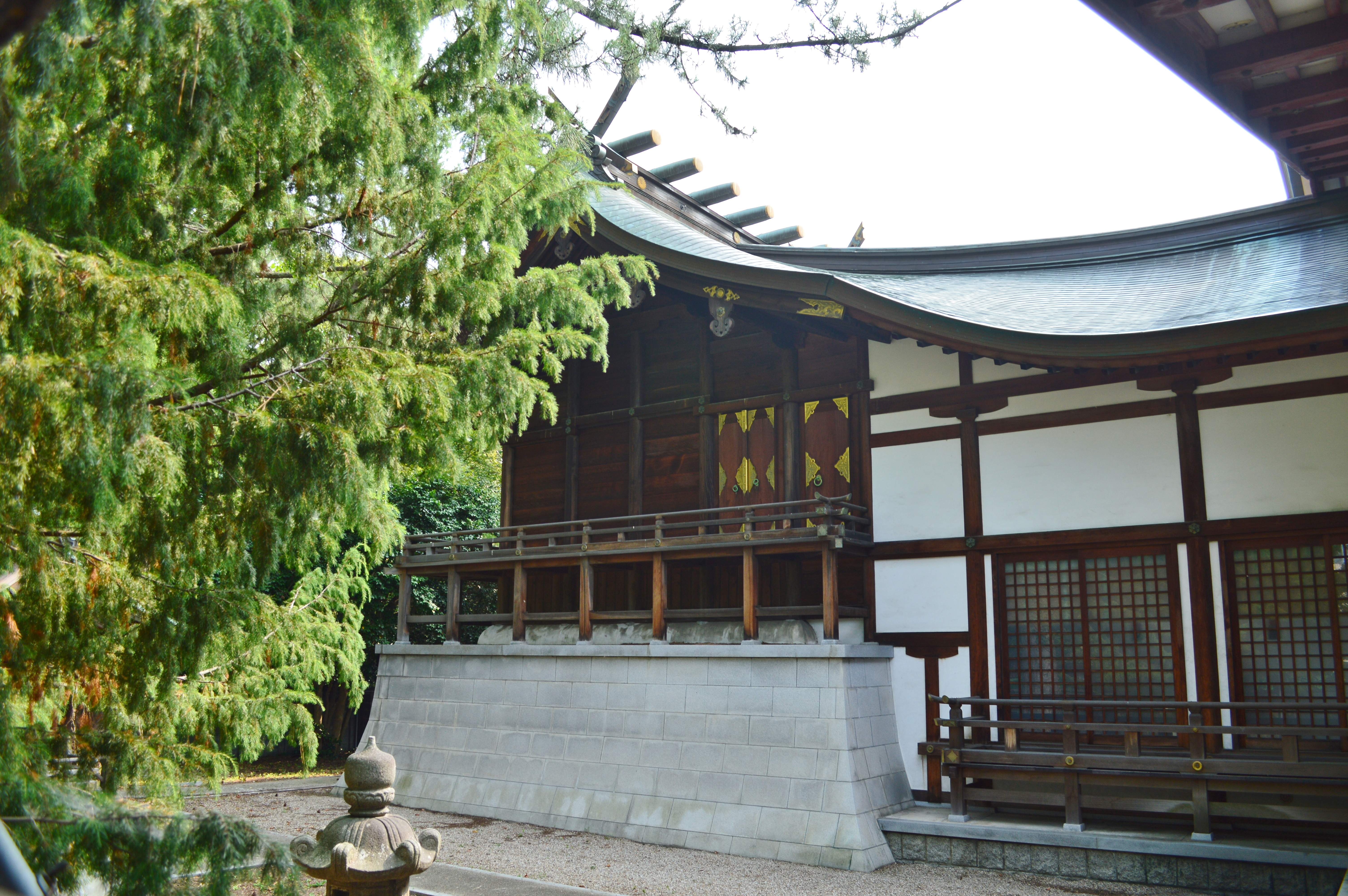
本殿

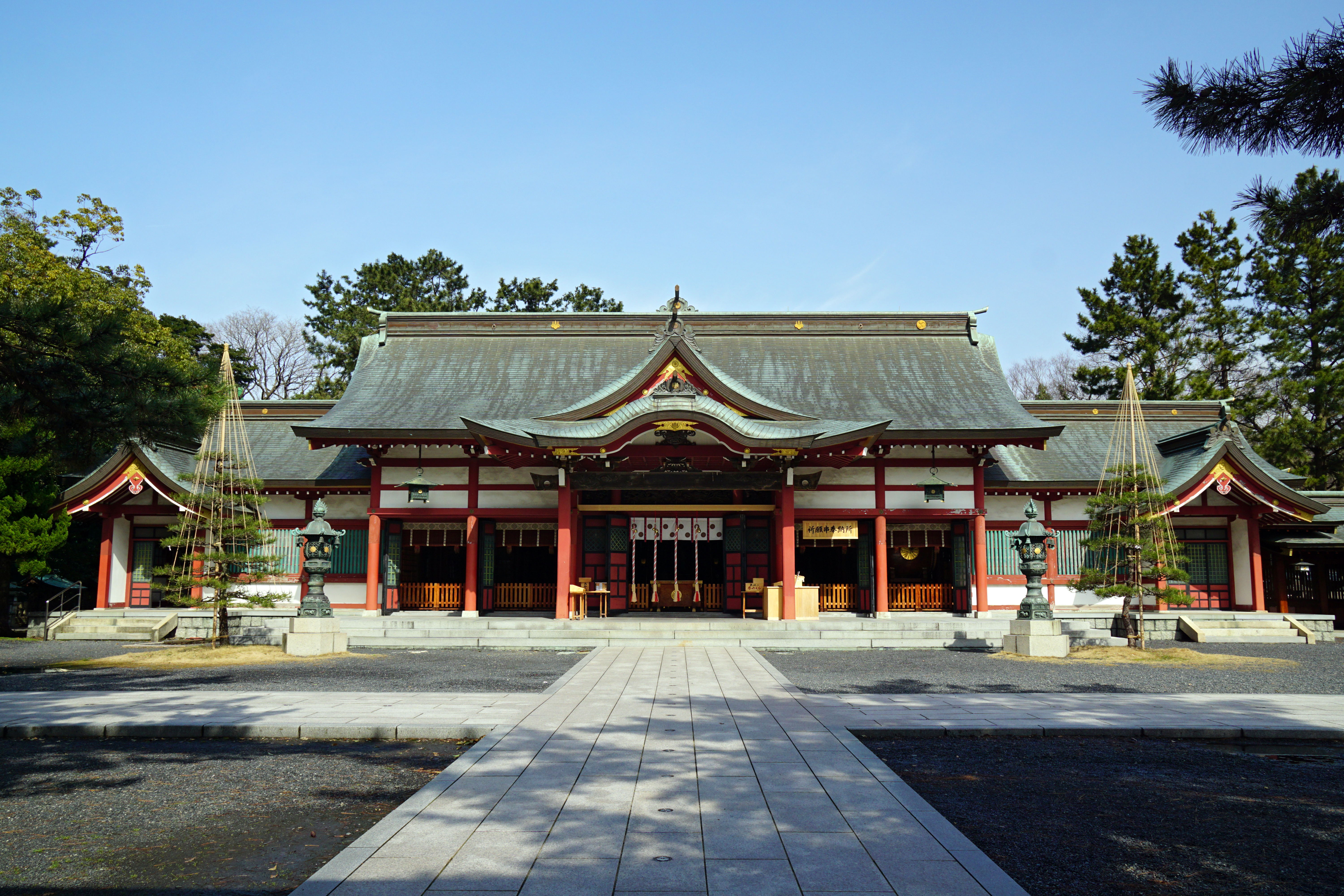
外拝殿

主要社殿は昭和20年（1945年）の空襲で焼失したため、いずれも戦後の再建である。本殿（本宮）は昭和25年（1950年）の再建で、南面して鎮座する。本殿の周囲には東殿宮（本殿の東）・総社宮（東北）・平殿宮（西北）・西殿宮（西）の4社殿が建てられ、これらは「四社の宮（ししゃのみや、四社之宮）」と総称される。四社の宮はいずれも平成に入っての再建社殿である。また、本殿に接続して内拝殿・外拝殿が建てられているが、これらは昭和の大造営時の再建になる。
戦災で焼失した旧本殿は、江戸時代初期の慶長19年（1614年）に結城秀康によって再建されたもので、旧国宝に指定されていた。桁行三間・梁間四間、「両流造」という独特の形式の大規模な社殿で、屋根は檜皮葺、正面には一間の向拝が付設されていた。また内部は正面一間通りを外陣とし、奥は一間ごとに3分割して中央間に中陣・内陣・内々陣を設け、左右脇間は空殿とされていた。『気比宮旧記』によれば、そのうち内々陣の中央に仲哀天皇、右（西）に神功皇后、左（東）に保良太神（伊奢沙別命）が祀られていたという。
社務所は平成23年（2011年）の再建。以前の社務所では裁判所庁舎が移転・使用されていた。

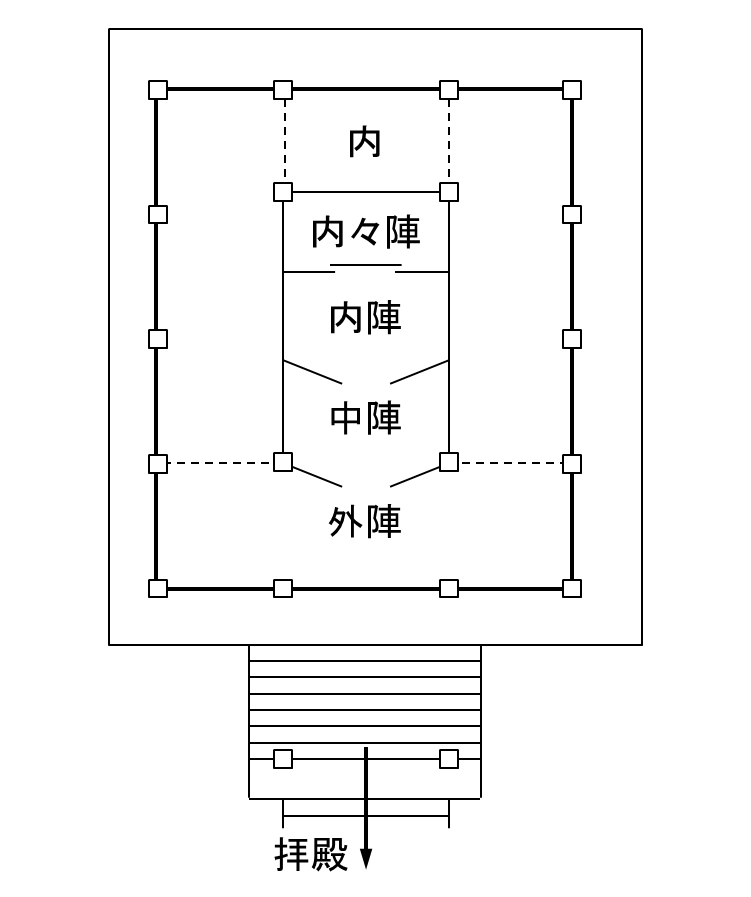
旧本殿平面図
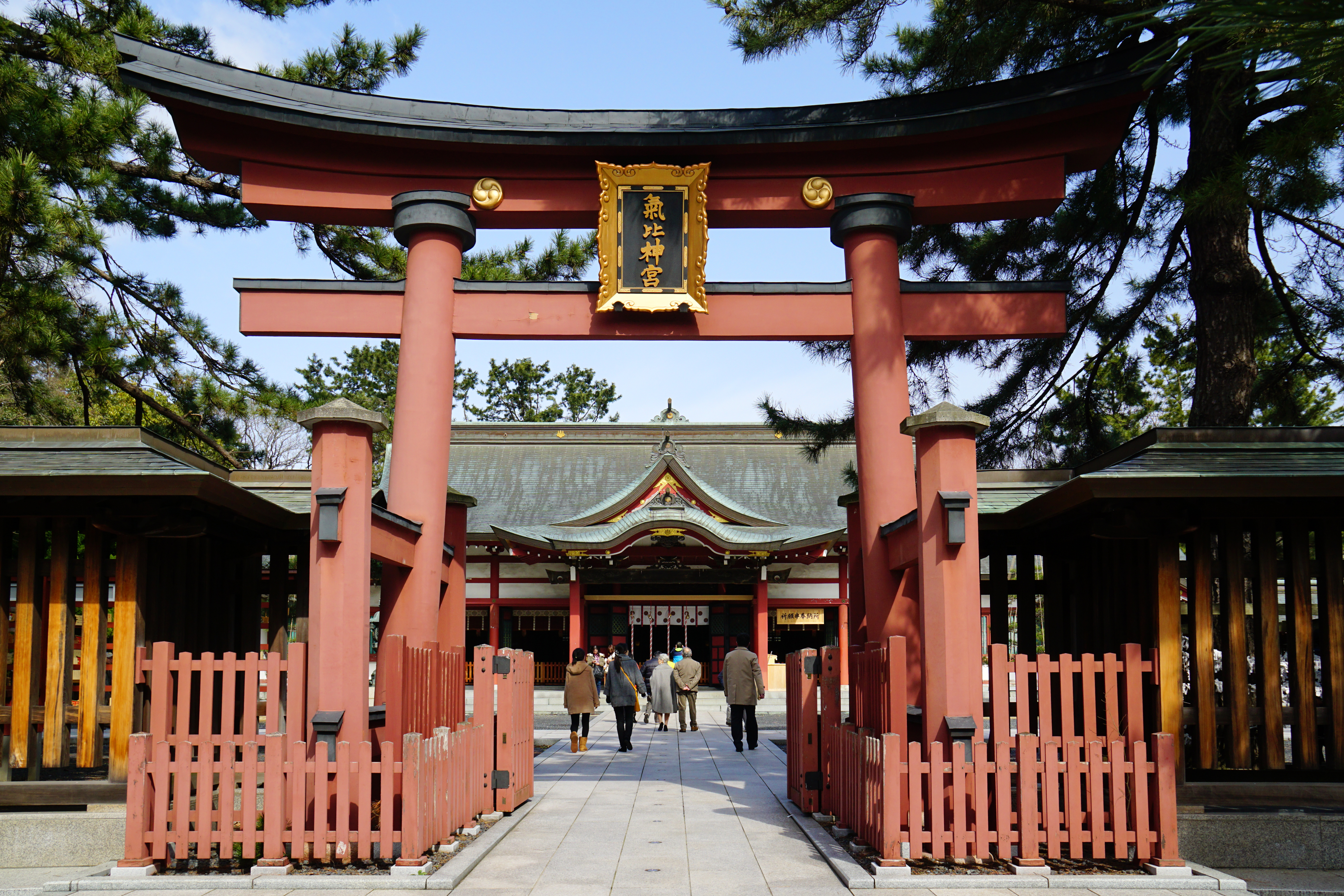
中鳥居・外拝殿
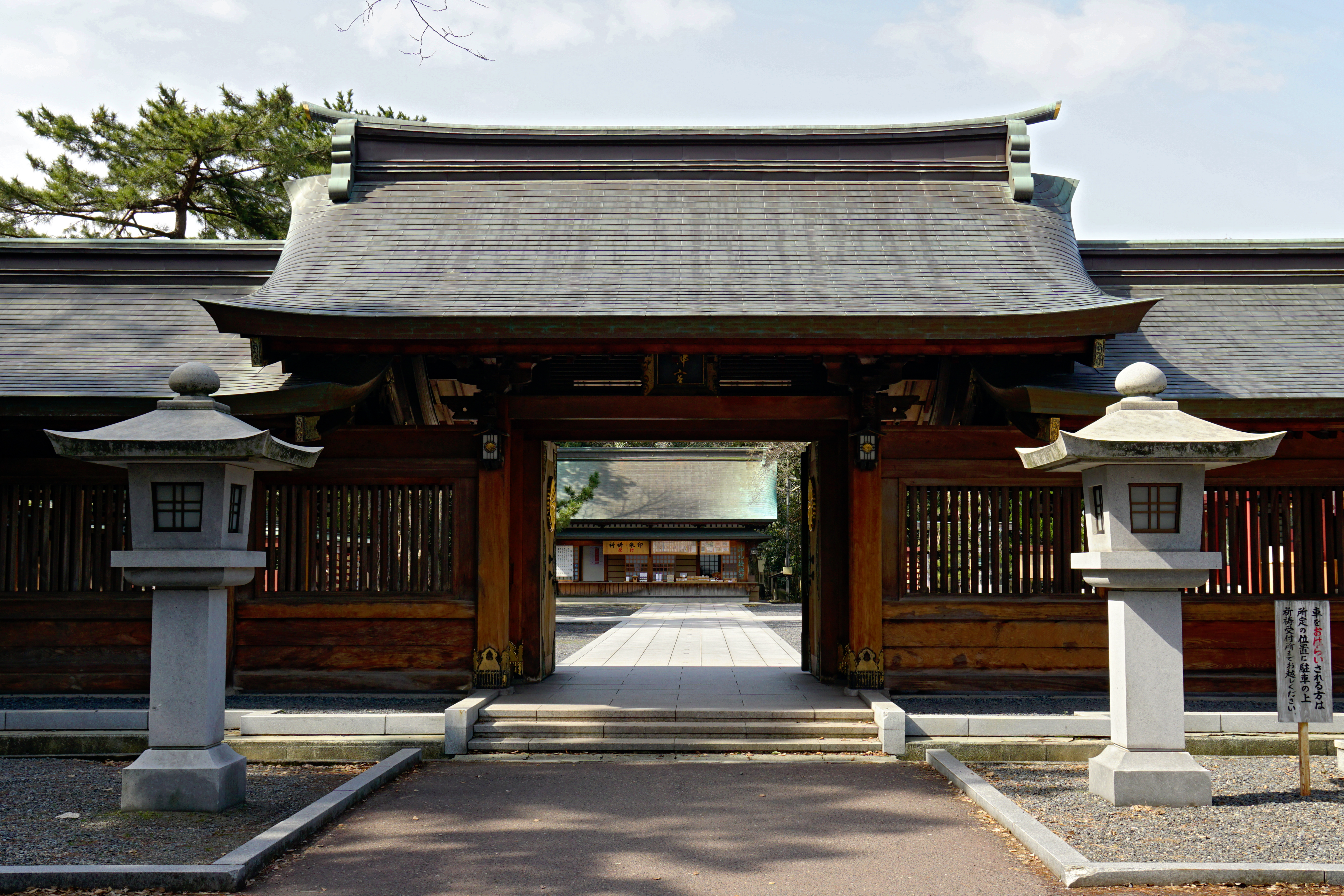
神門
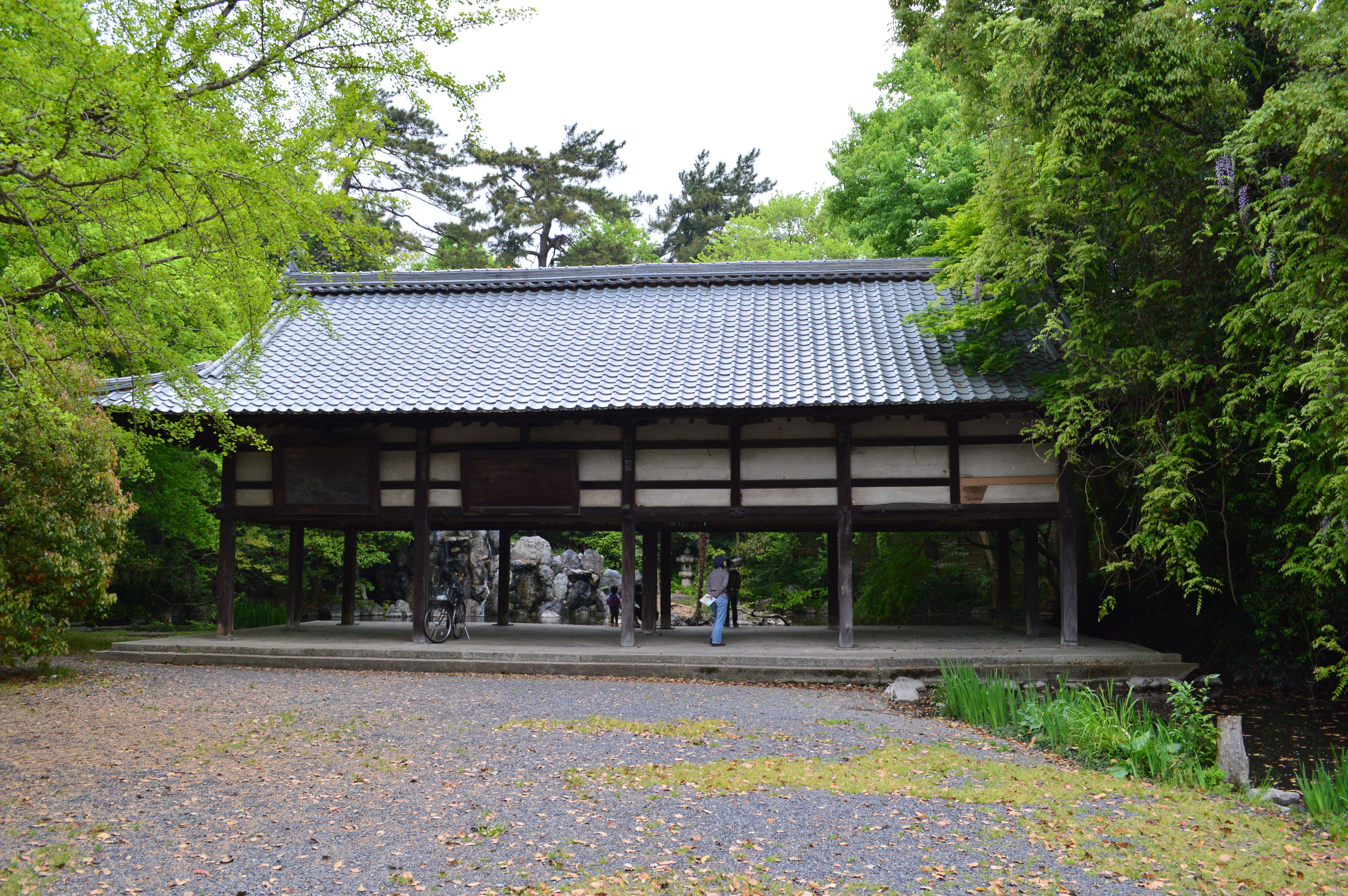
絵馬殿
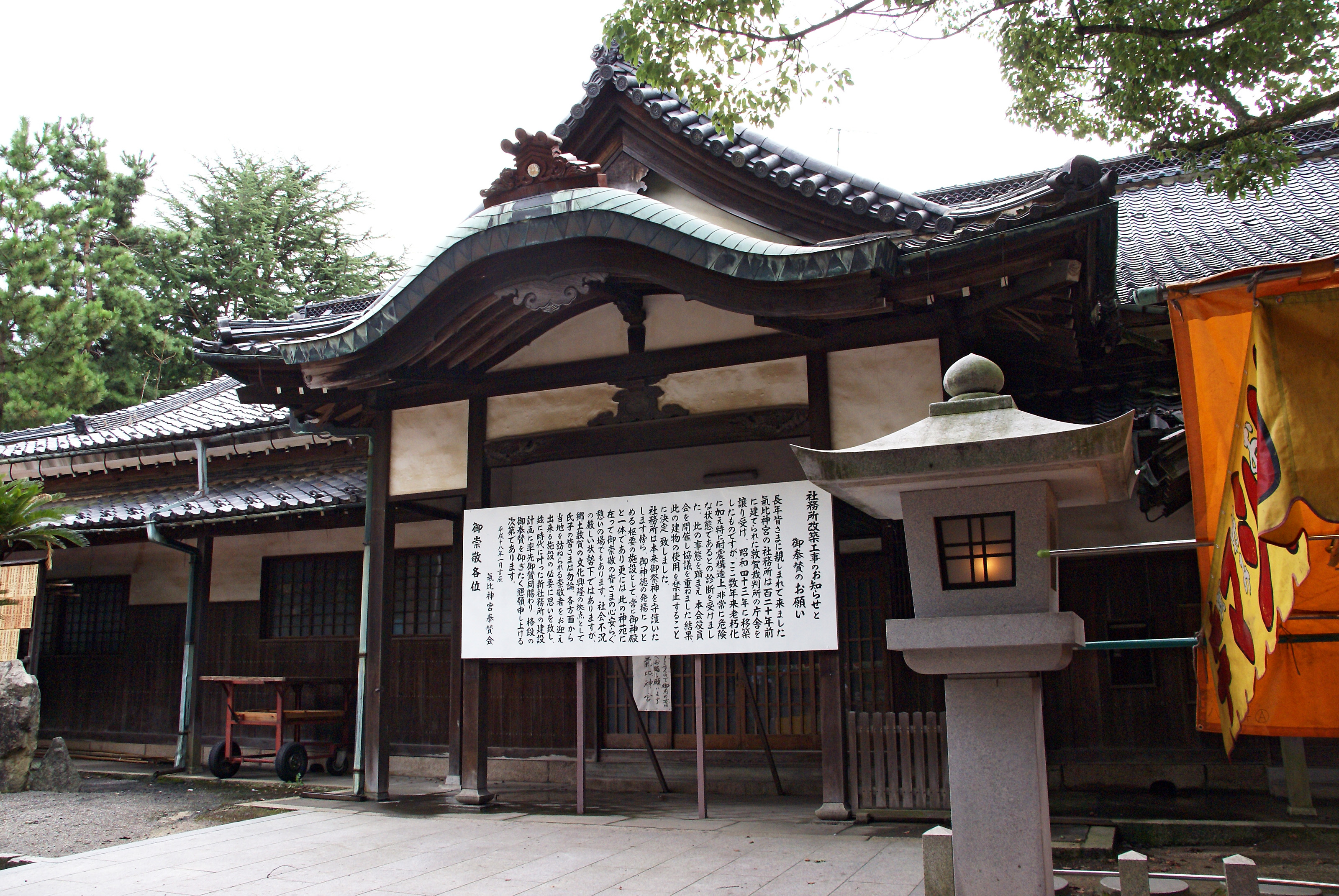
旧社務所 非現存。旧裁判所庁舎の移築であった。
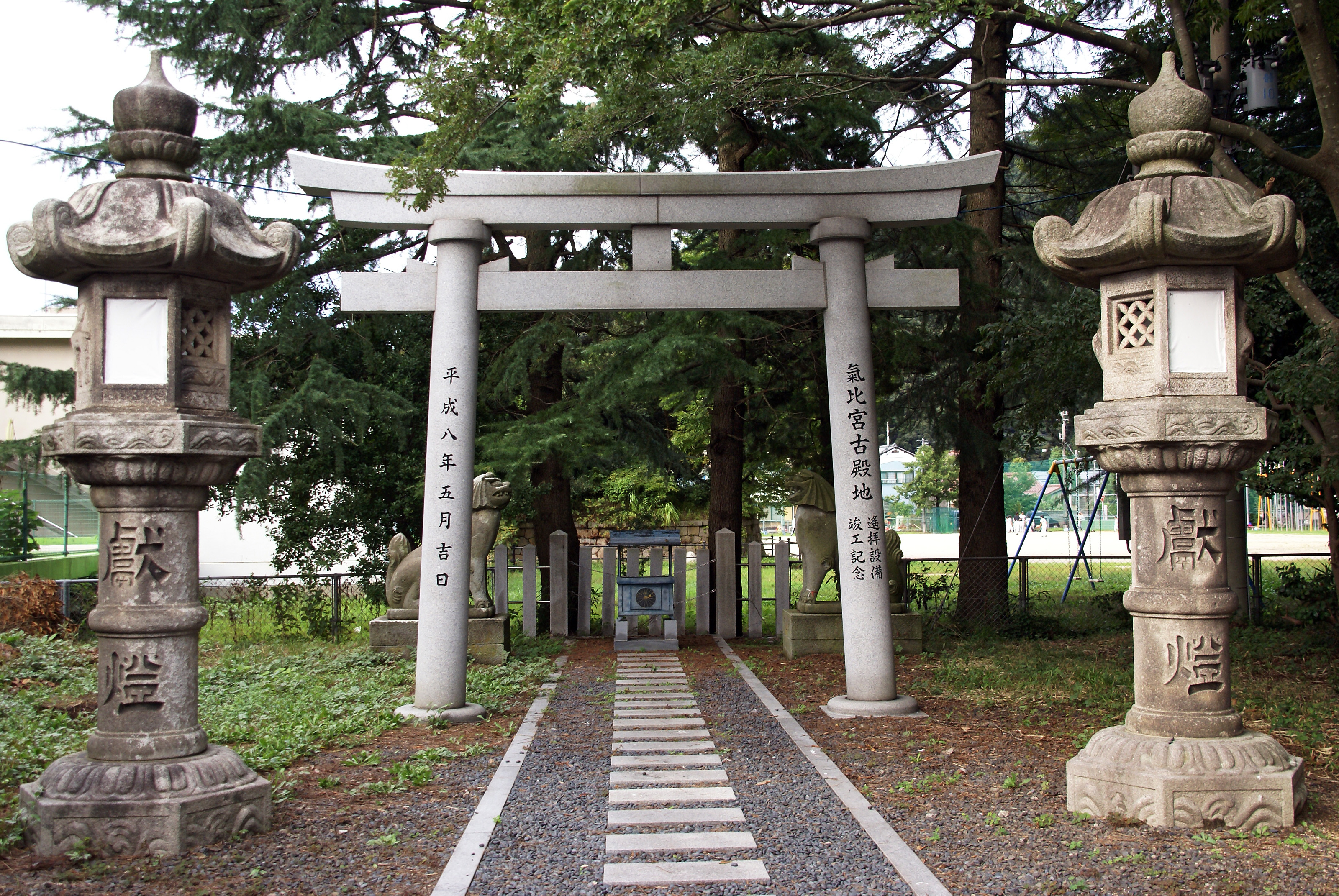
境内の土公拝所

### 土公

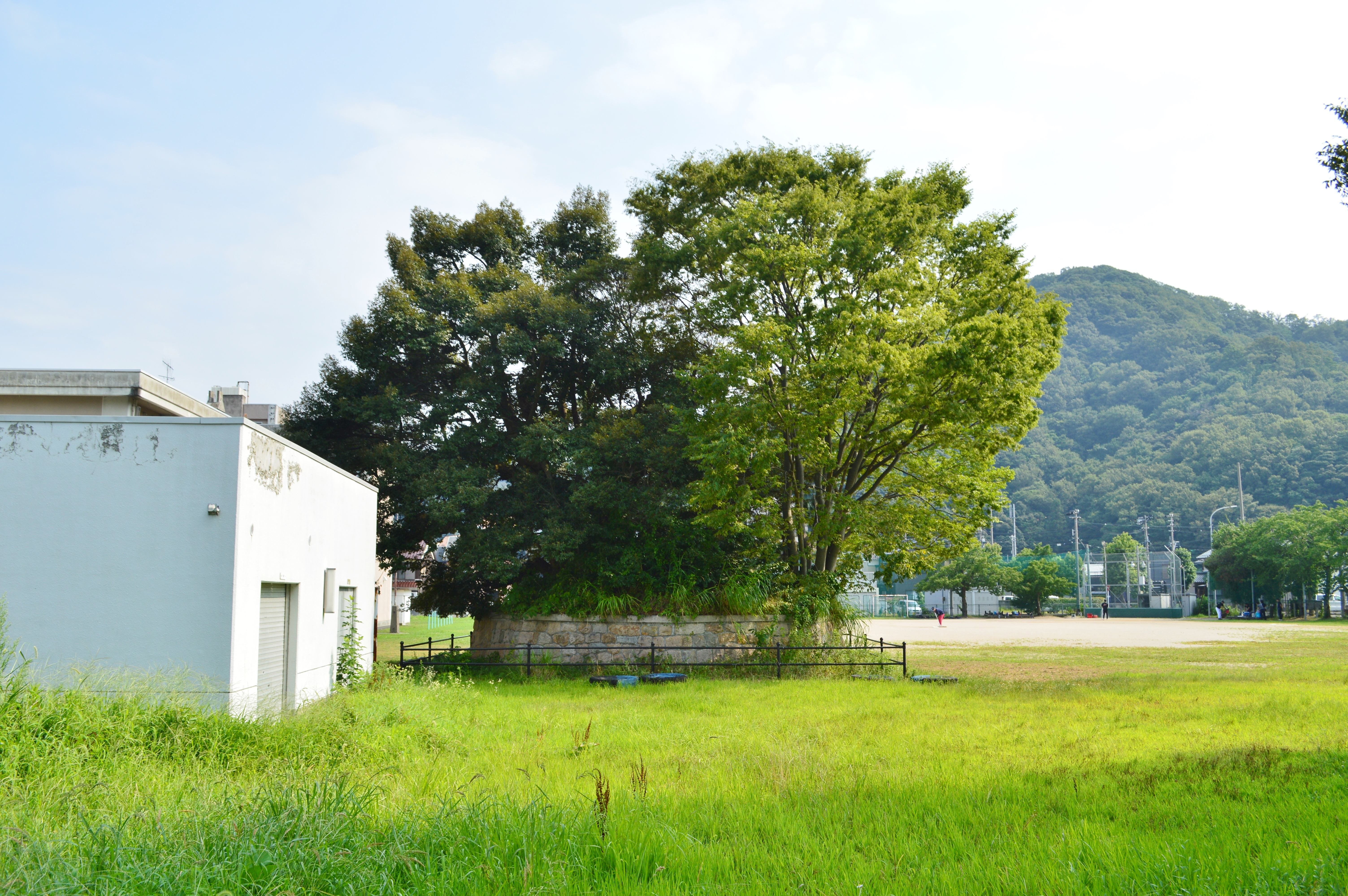
土公後背に天筒山。

境内から天筒山の方角の敦賀北小学校校庭には「土公（どこう）」と称される小丘がある（北緯35度39分20.17秒 東経136度4分33.21秒 / 北緯35.6556028度 東経136.0758917度）。「土公」とは陰陽道における神の名である。土公は神宮の聖地とされており、周囲には卵形の石が八角形にめぐらされている。社伝では、気比神はこの土公に降臨したといい、大宝2年（702年）の社殿造営以前は土公を神籬として祭祀が行われたとする。また社殿造営後も土公は古殿地として護られたとも、最澄・空海は当地で7日7夜の祈祷を行なったとも伝える。
この土公は聖別されているため、調査が行われておらず詳細は明らかでない。社伝に見える説のほかに、古墳とする説や経塚とする説がある。

### 社叢
中鳥居前に立つ松は「旗掲松（はたあげのまつ）」と称される。社伝では、延元元年（1336年）に宮司の気比氏治が南朝方として挙兵するにあたり、この松に気比神の神旗を掲げたという。現在もその旧根が残るとともに2代目の松が生育している。
また、境内には昭和11年（1936年）に陸軍関係者から献木されたユーカリの大木が生育している。この木は敦賀市指定天然記念物に指定されている。
そのほか、境内東南側には庭園「神水苑」が整備されている。

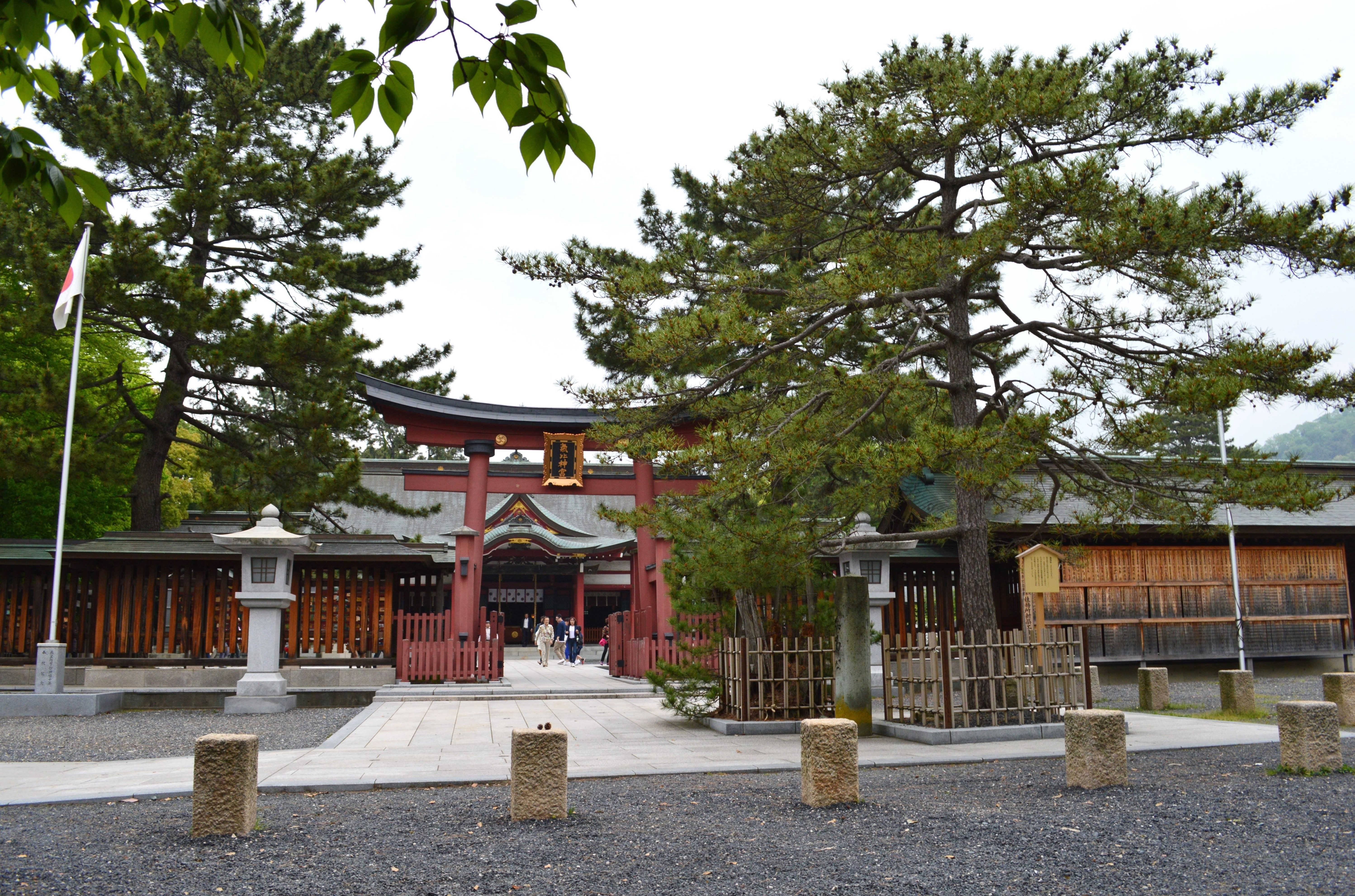
旗掲松（初代の根株と2代目の松） 奥は中鳥居と社殿。
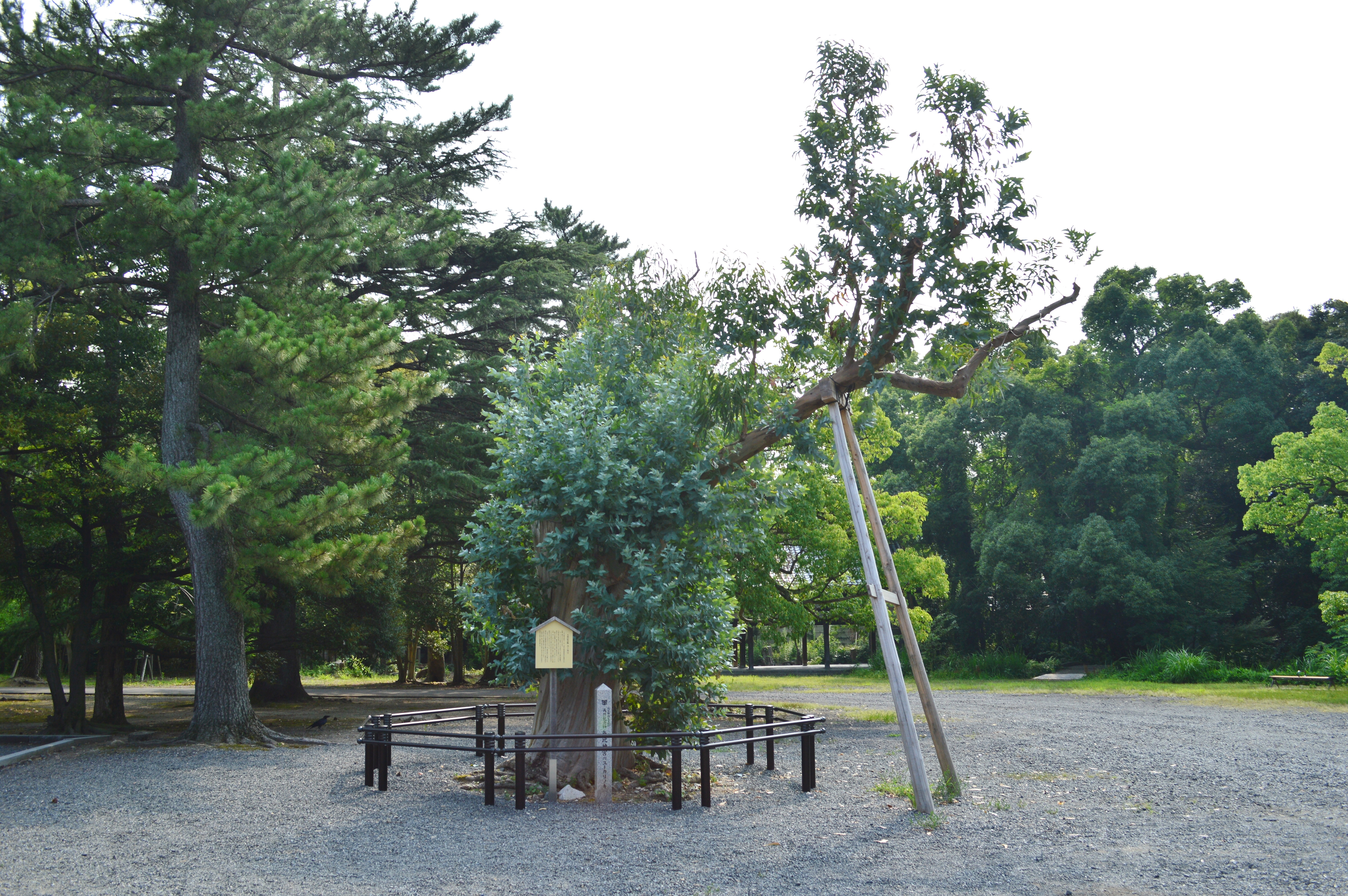
ユーカリの木（敦賀市指定天然記念物）
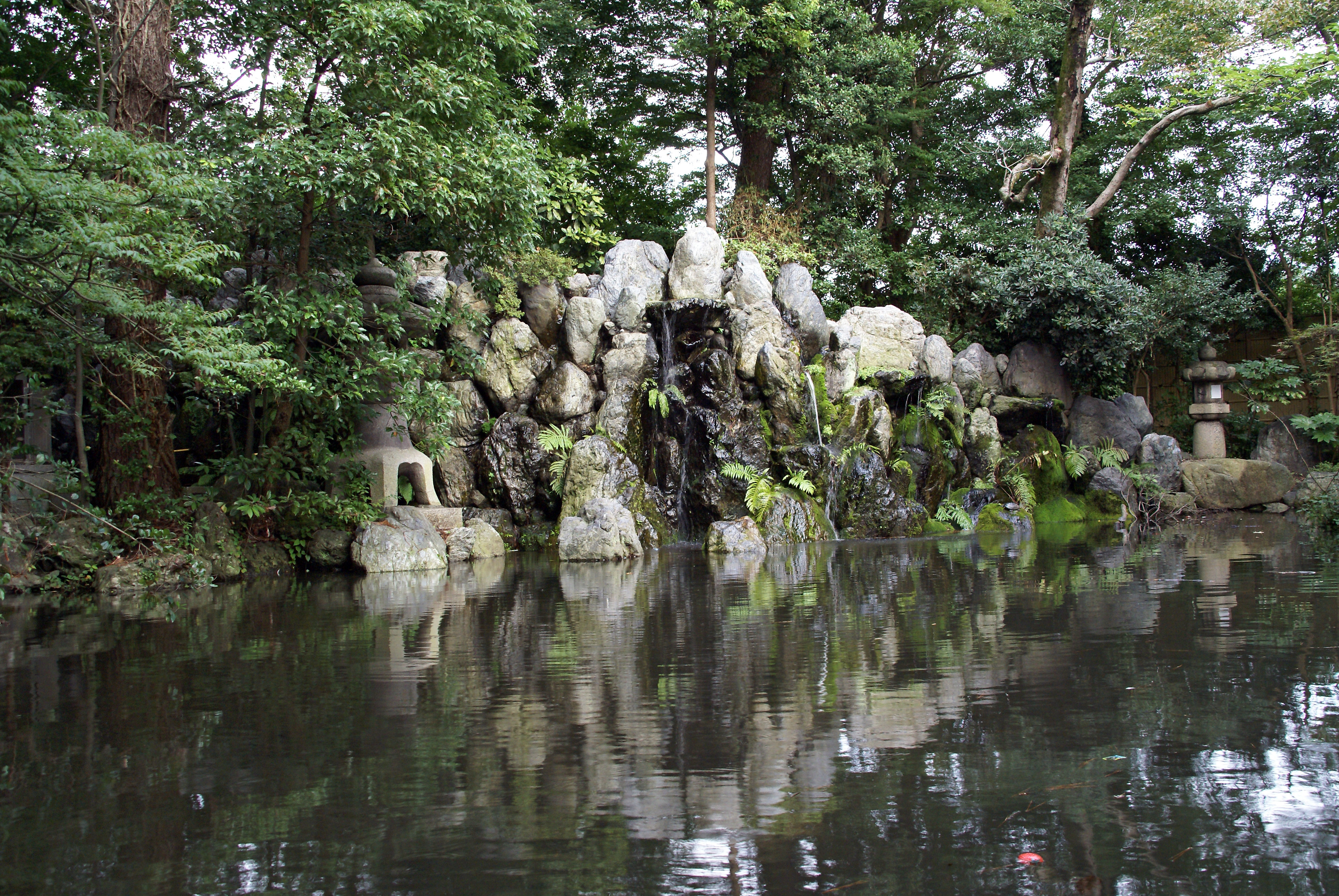
神水苑

### 大鳥居
境内入口に建てられている大鳥居は、江戸時代前期の正保2年（1645年）の造営。木造朱塗の両部鳥居で、高さ36尺（10.93メートル）・柱間24尺である。扁額「氣比神宮」は有栖川宮威仁親王の染筆になる。
神宮の境内入り口は古くは東側にあったため（「社殿造営」節参照）、初代鳥居は弘仁元年（810年）に境内東側に建てられていたが、その鳥居は康永2年（1343年）に大風で倒壊したという。そして、寛永年間（1624年-1644年）に佐渡の旧神領地の鳥居ケ原から奉納された榁（むろ）の大木を使用して、現在の大鳥居が境内西側に建てられたと伝える。この鳥居は空襲の被害を免れており、国の重要文化財に指定されている。また、奈良の春日大社・広島の厳島神社の大鳥居とともに「日本三大鳥居」にも数えられている。

## 摂末社
現在の摂末社は、摂社5社・末社9社の計14社（いずれも境内社）。摂社は伊佐々別神社以外は式内社で、末社のうちでも大神下前神社は式内社である。
これら摂末社のうち、本殿向かって左手に鎮座する伊佐々別・天利劔・天伊弉奈姫・天伊弉奈彦・擬領・劔・金・林・鏡の9社には本宮と関係が深い神々が祀られており、「九社の宮（くしゃのみや、九社之宮）」と総称される。『続日本後紀』によると、天利劔・天伊弉奈姫・天伊弉奈彦の3社は「気比大神之御子」であるという。

### 摂社
角鹿神社

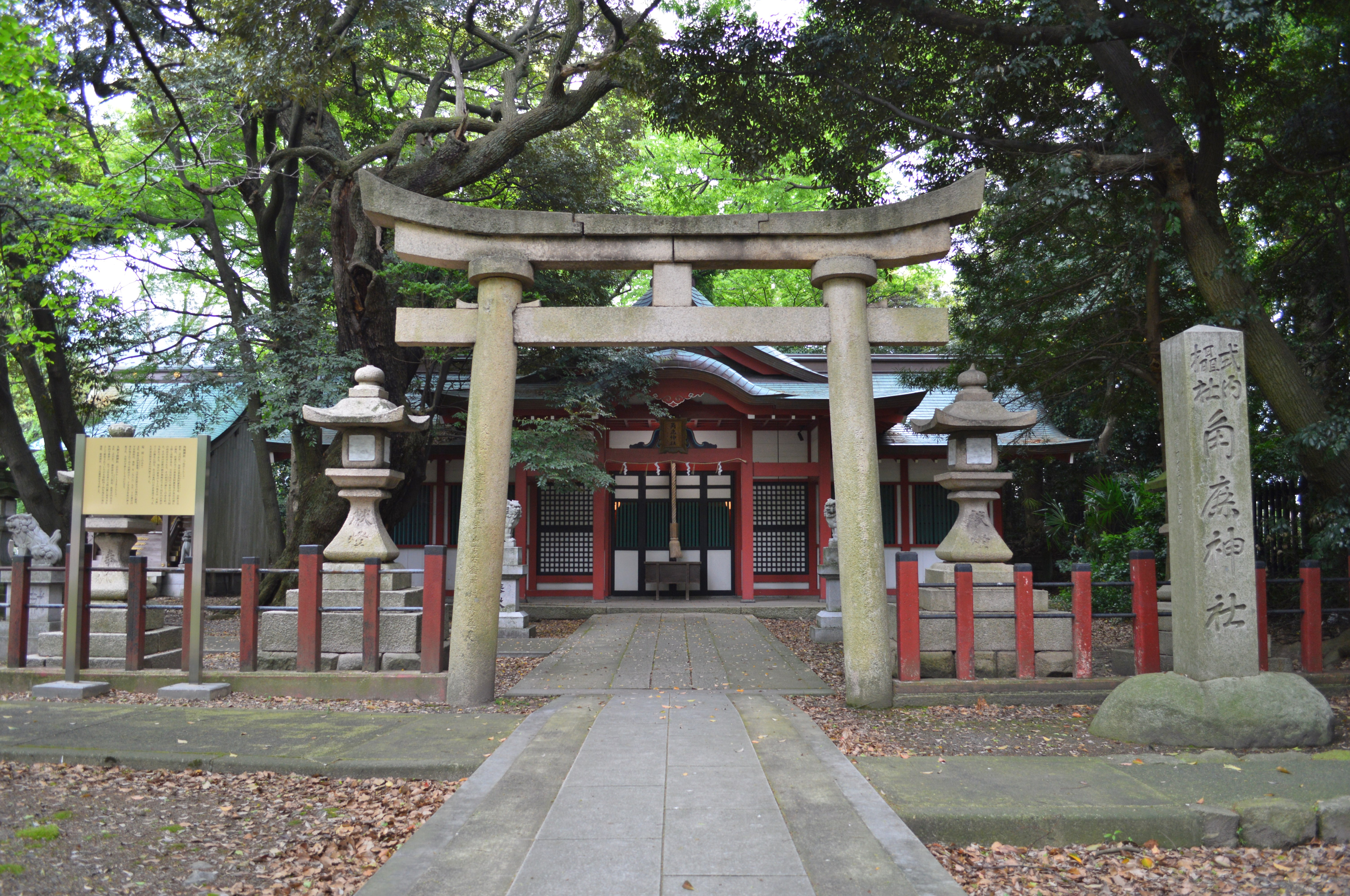
角鹿神社地名「敦賀」の発祥地と伝える。

- 祭神：都怒我阿羅斯等命（つぬがあらしとのみこと）、合祀に松尾大神
- 社格：式内社「角鹿神社」、越前国内神名帳「正四位 敦賀神」
- 例祭：5月初卯日

「つぬがじんじゃ」。境内東側の裏参道に鎮座する。『気比宮社記』や「気比宮古図」では「政所神（まんどころのかみ）」と見える。また、正安2年（1300年）まで東口が境内表口であったことにより、別に「門神（かどのかみ）」とも称されていた。
祭神の都怒我阿羅斯等は、『日本書紀』において垂仁天皇の時に渡来したと記されている意富加羅国（加羅国）王子で、同書では笥飯浦に至ったと見える。神宮の伝承では、その後天皇は阿羅斯等に当地の統治を任じたといい、この角鹿神社はその政所跡に阿羅斯等を祀ったことに始まるとして、「敦賀（つるが）」の地名は当地を「角鹿（つぬが）」と称したことに始まるとしている。
角鹿神社の祭神を都怒我阿羅斯等とする説は諸文献に記されているが、一方で祭神を角鹿国造祖の建功狭日命（たけいさひのみこと）とする説もある。建功狭日命は『先代旧事本紀』に角鹿国造として見える人物で、江戸時代末期まで角鹿神社の社家であった島家が角鹿氏後裔を称したことからも、角鹿氏祖と推測される建功狭日命説が有力視されている。またこれとは別に、この角鹿神社は古くからの敦賀の地主神であったとして、イザサワケ並びに応神天皇が主神として本宮に祀られるとともに、その客神の地位に位置づけられたと見る説もある。なお、松尾大神は天保10年（1839年）の合祀とされる。
明治10年（1877年）に神宮摂社の第一に定められた。社殿は流造銅板葺。嘉永4年（1851年）の改築によるもので、神宮の境内社では唯一戦災を免れている。

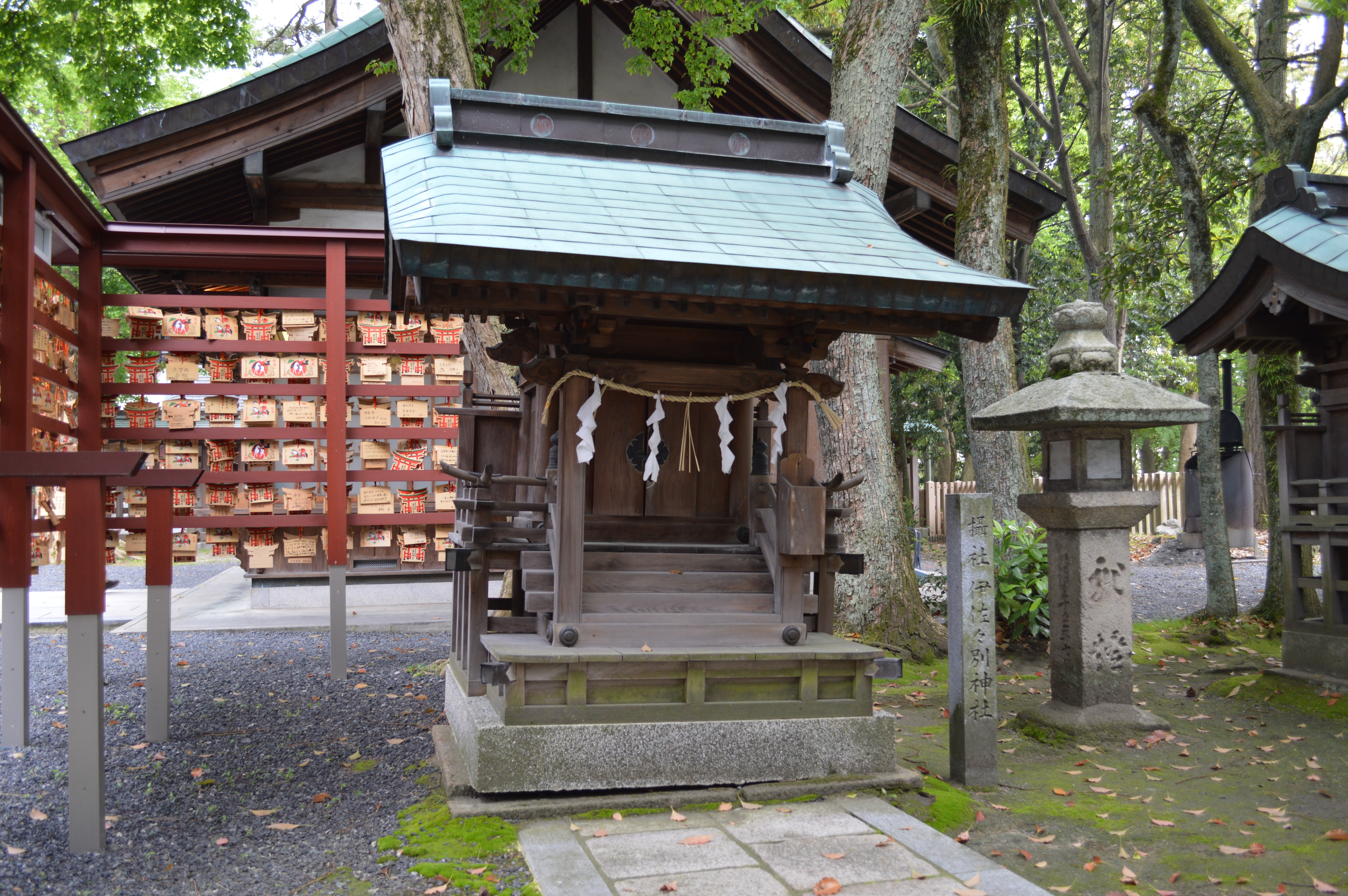
伊佐々別神社
- 祭神：御食津大神荒魂（みけつおおかみあらみたまのかみ）

「いささわけじんじゃ」。九社の宮の一社として本殿西側に鎮座する。祭神は本宮主祭神の荒魂である。社伝では、気比神から御食の魚を賜った誉田別命（応神天皇）が、武内宿禰に命じて新たに気比神の荒魂を勧請したことに始まるという。漁撈の神であるとされ、海を向くために社殿は北面するという。

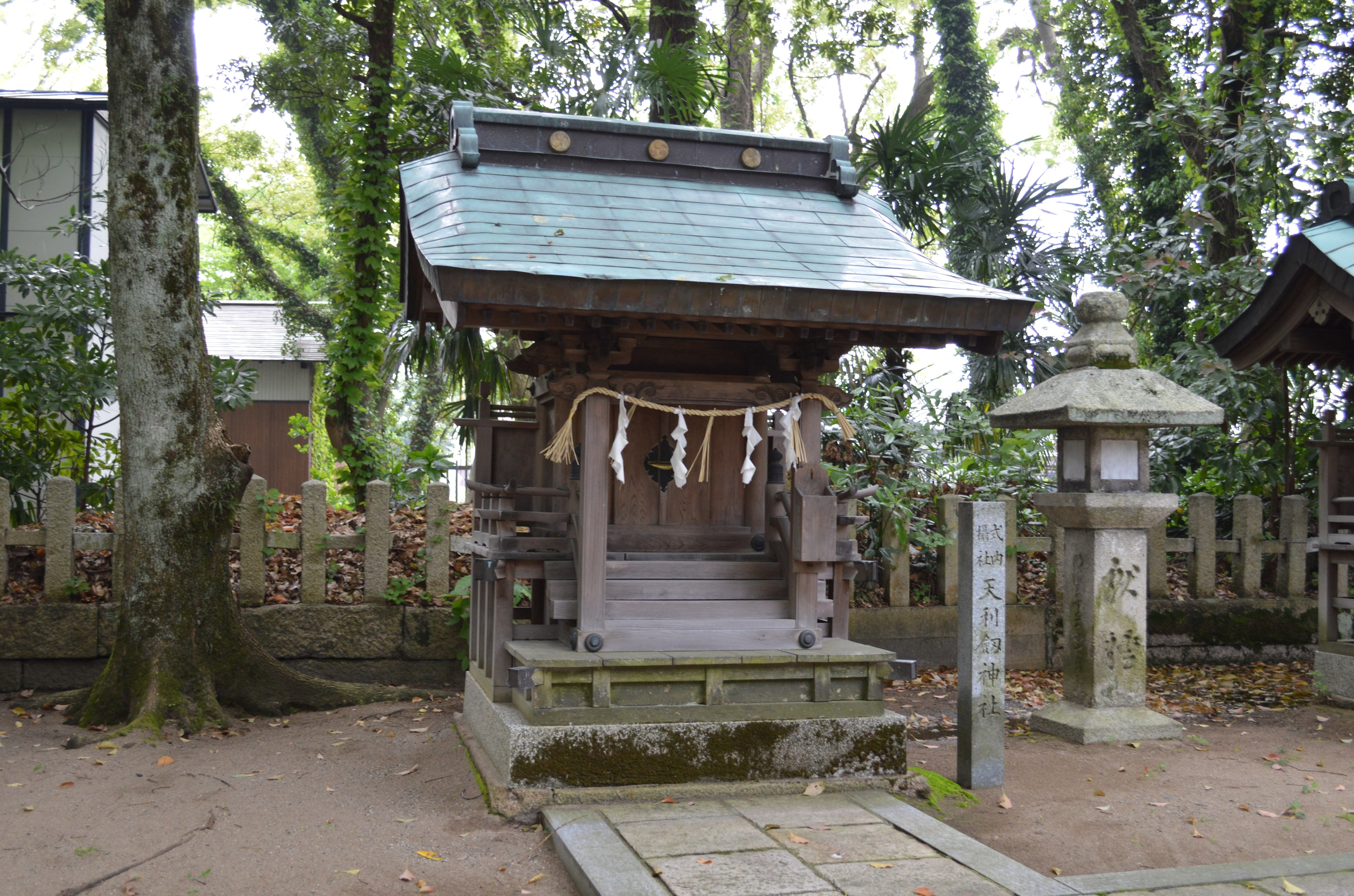
天利劔神社
- 祭神：天利劔大神（あめのとつるぎのおおかみ）
- 社格：式内社「天利剣神社」、越前国内神名帳「正四位 天利剣神」

「あめのとつるぎじんじゃ」。九社の宮の一社で、第五之王子宮。社伝では仲哀天皇による宝剣の奉納に始まるという。『続日本後紀』によると承和7年（840年）に無位から従五位下に昇叙された。
明治10年（1877年）に境内摂社に定められた。社殿は戦災で焼失、昭和55年（1980年）に流造銅板葺で再建。

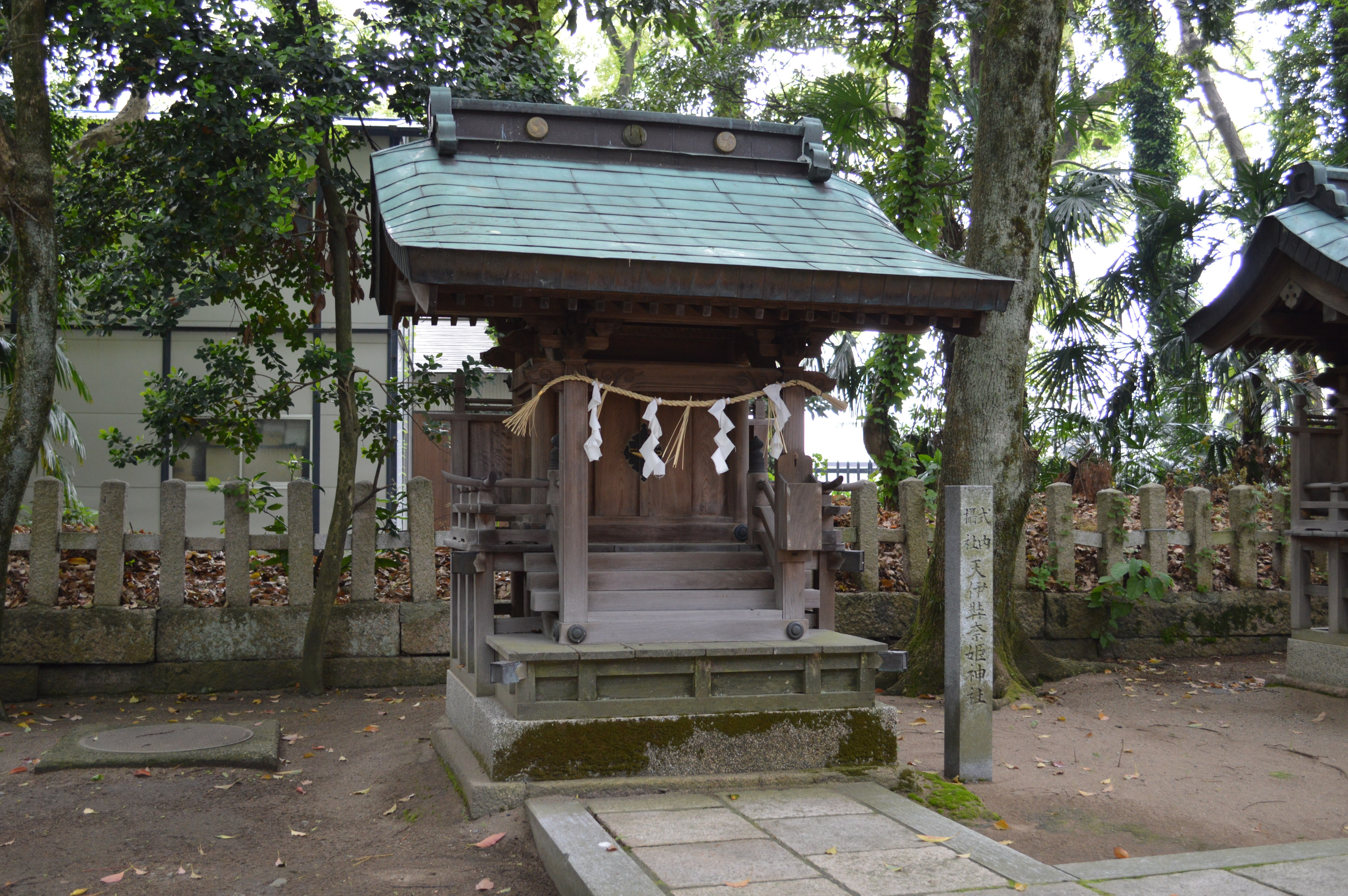
天伊弉奈姫神社
- 祭神：天比女若御子大神（あめひめわかみこのおおかみ）
- 社格：式内社「天比女若御子神社」、越前国内神名帳「正四位 天若神子神」

「あめのいざなひめじんじゃ」。九社の宮の一社で、第六之王子宮。社伝では天伊弉奈姫神社・天伊弉奈彦神社の2社は造化陰陽2柱を祀るという。『続日本後紀』によると「天比女若御子神」として承和7年（840年）に無位から従五位下に昇叙された。
明治10年（1877年）に境内摂社に定められた。社殿は戦災で焼失、昭和55年（1980年）に流造銅板葺で再建。

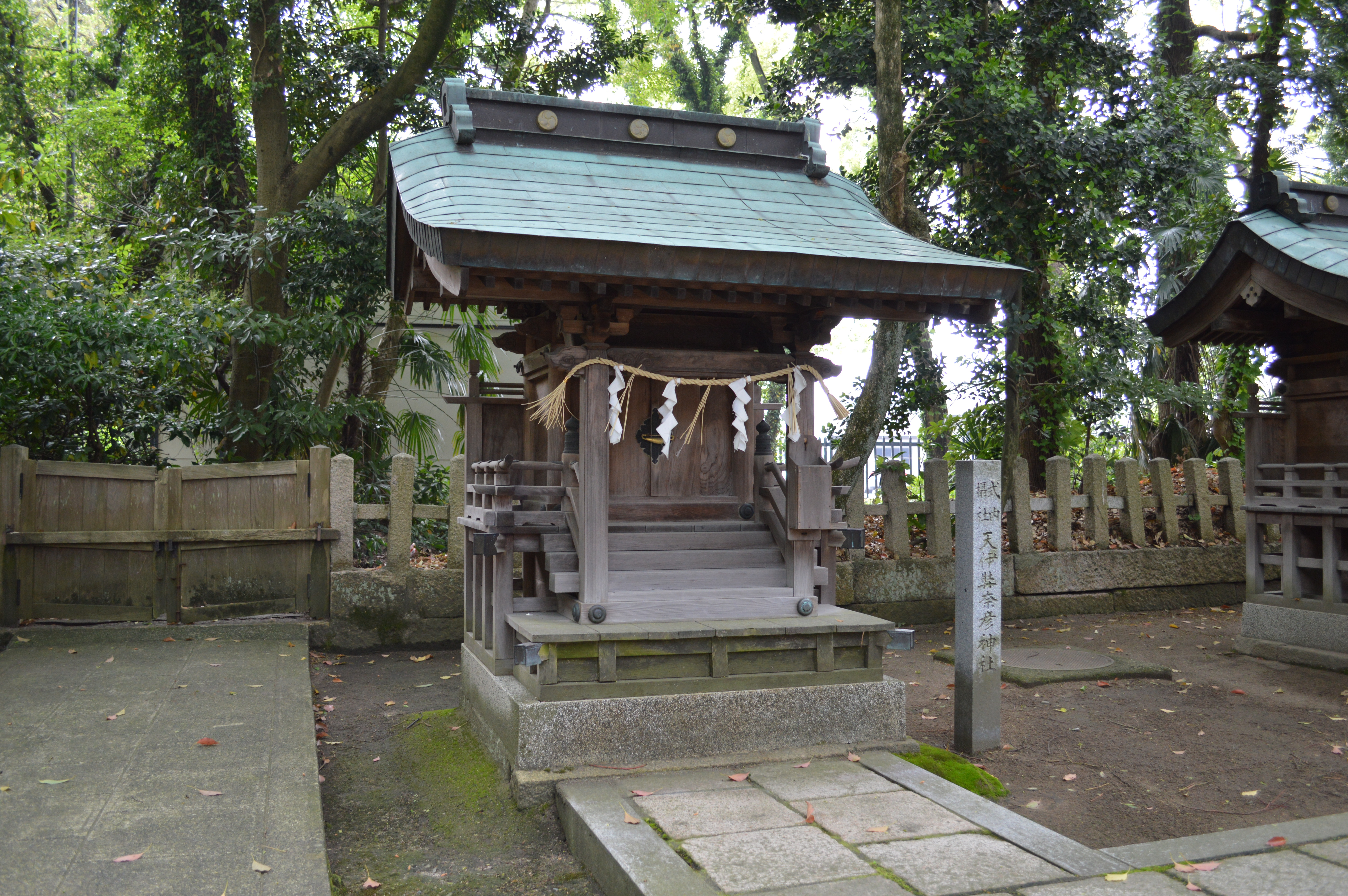
天伊弉奈彦神社

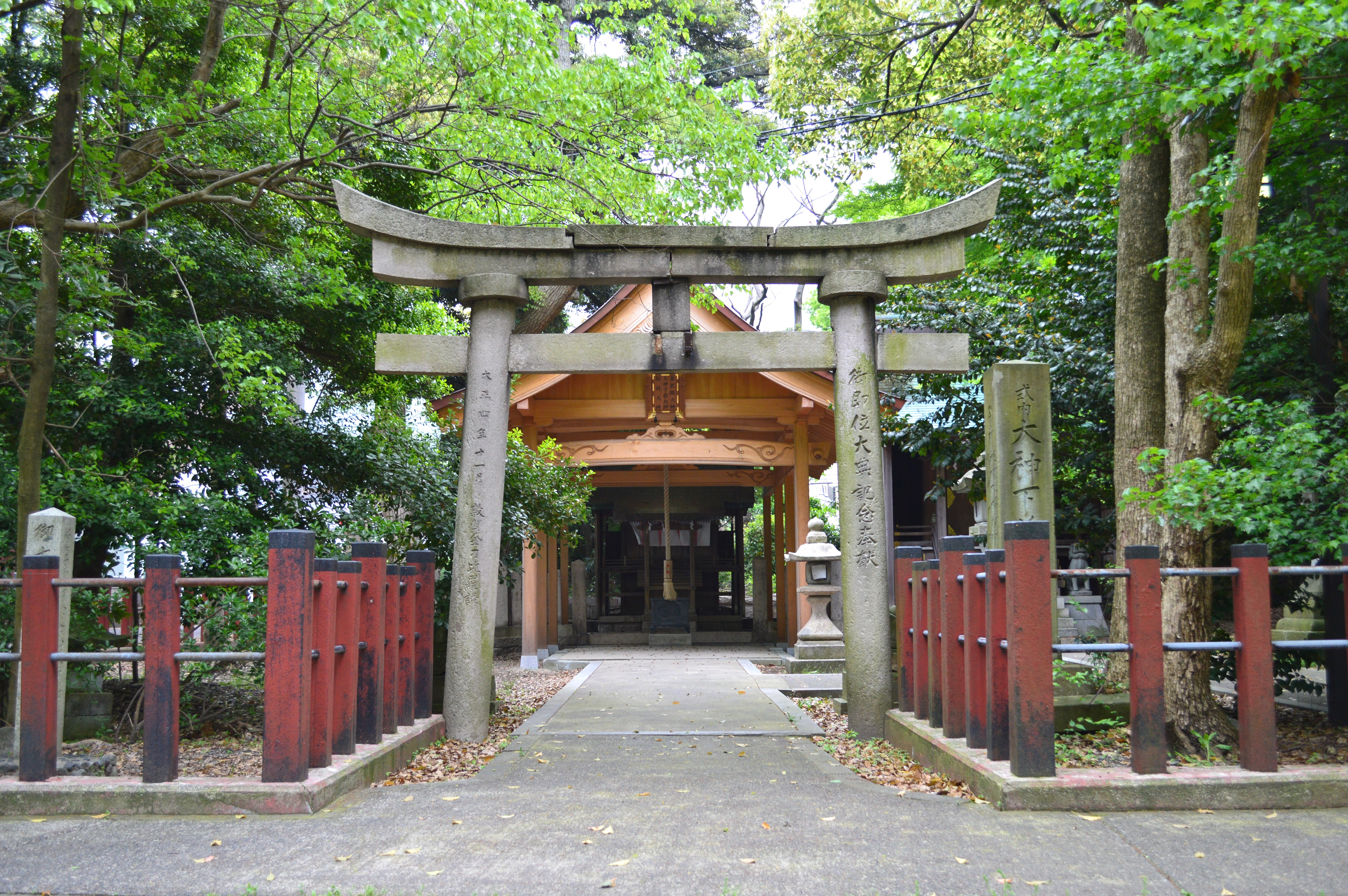
祭神：天伊弉奈彦大神（あめのいざなひこのおおかみ）
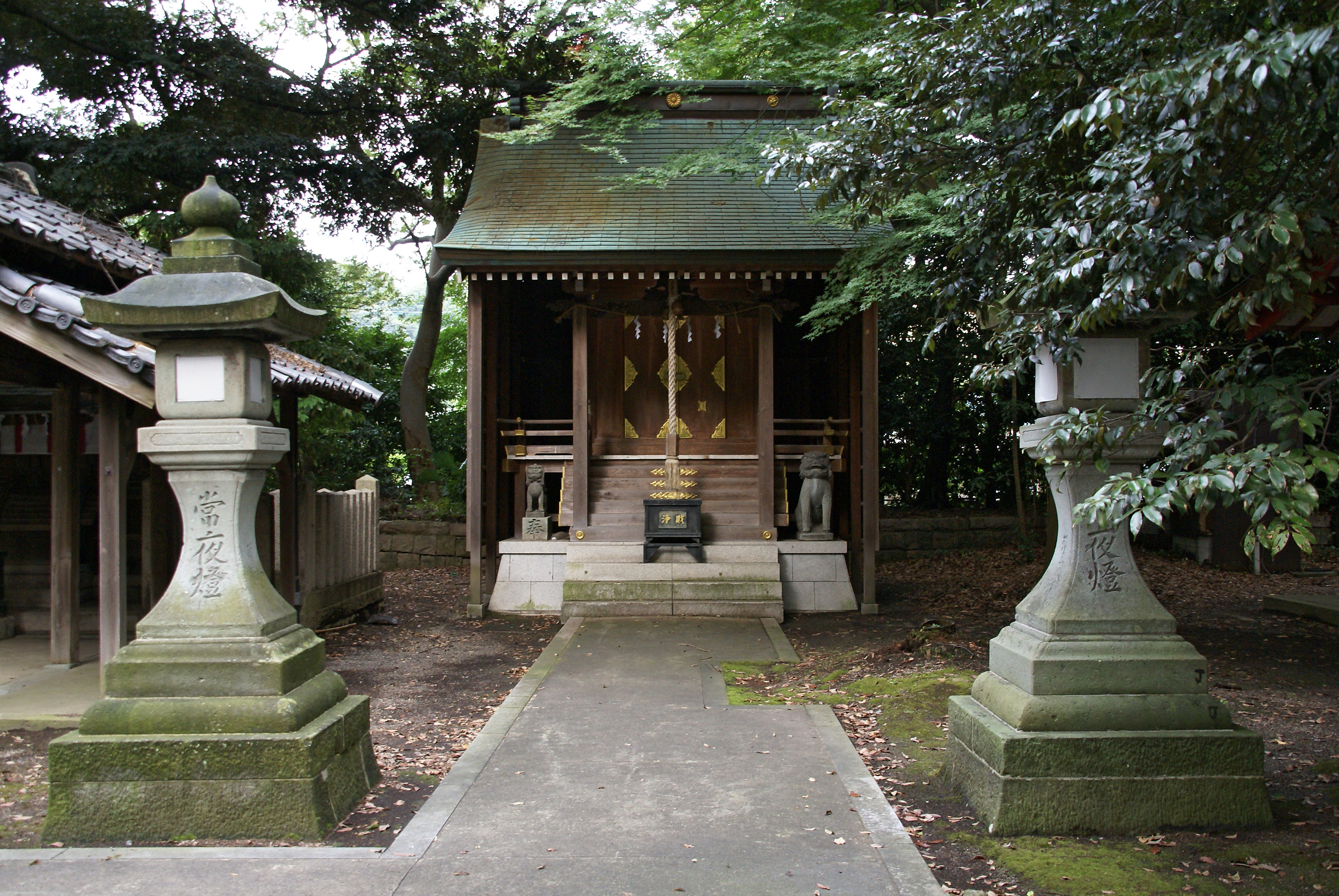
兒宮
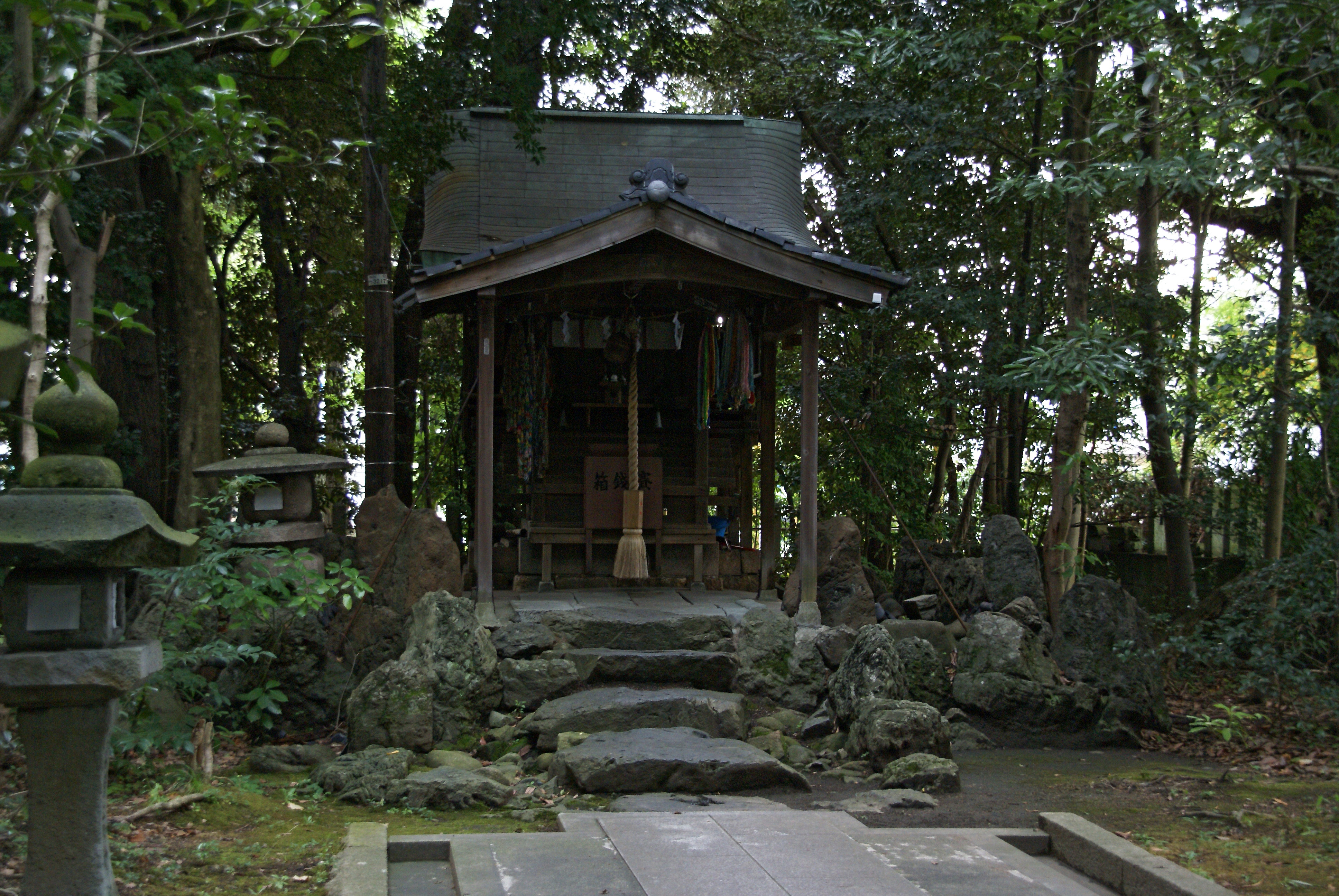
社格：式内社「伊佐奈彦神社」、越前国内神名帳「正四位 天伊佐奈彦神」
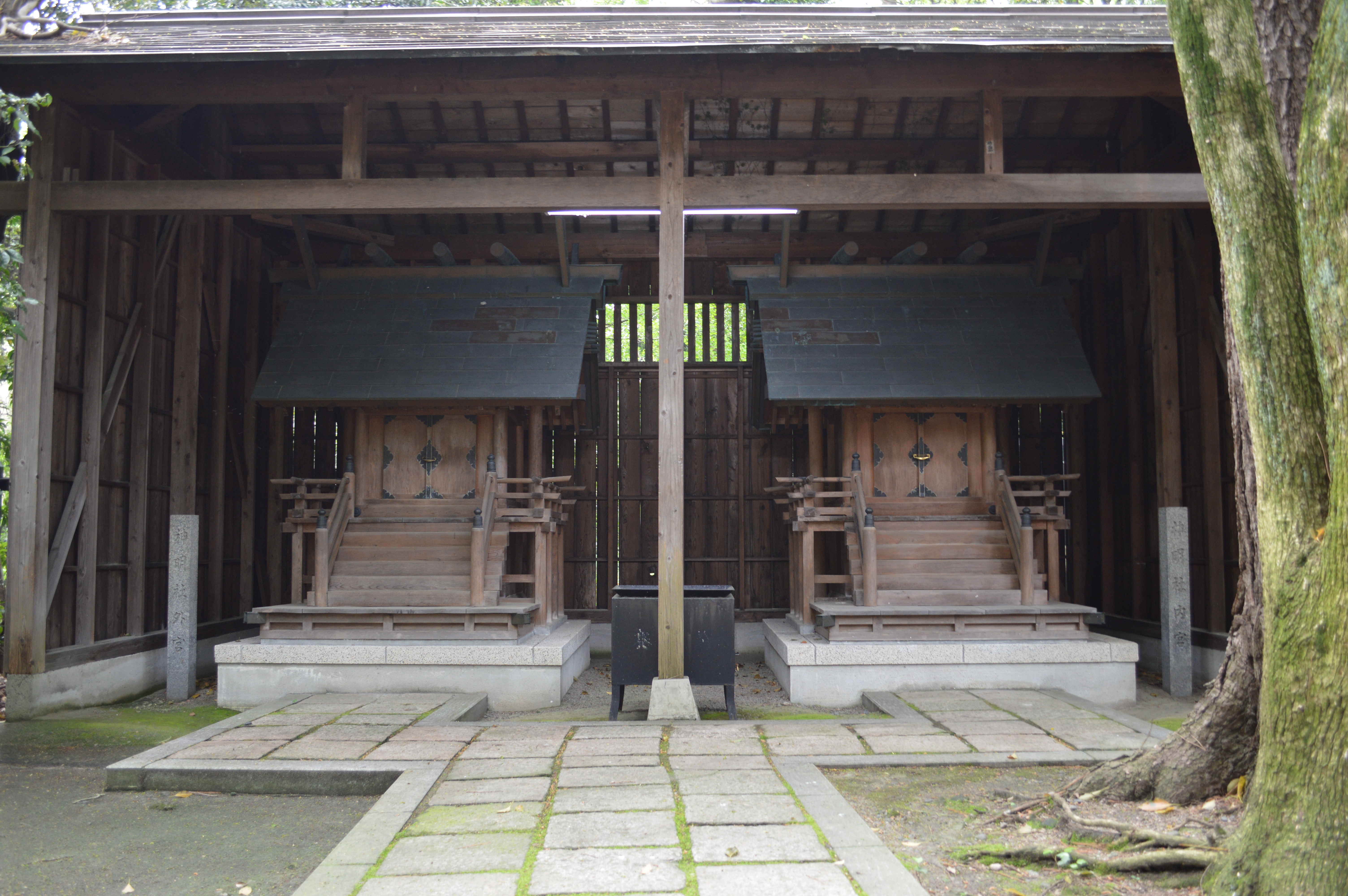
神明両宮

「あめのいざなひこじんじゃ」。九社の宮の一社で、第七之王子宮。社伝では天伊弉奈姫神社・天伊弉奈彦神社の2社は造化陰陽2柱を祀るという。『続日本後紀』によると「天伊佐奈彦神」として承和7年（840年）に無位から従五位下に昇叙された。
明治10年（1877年）に境内摂社に定められた。社殿は戦災で焼失、昭和55年（1980年）に流造銅板葺で再建。

### 末社

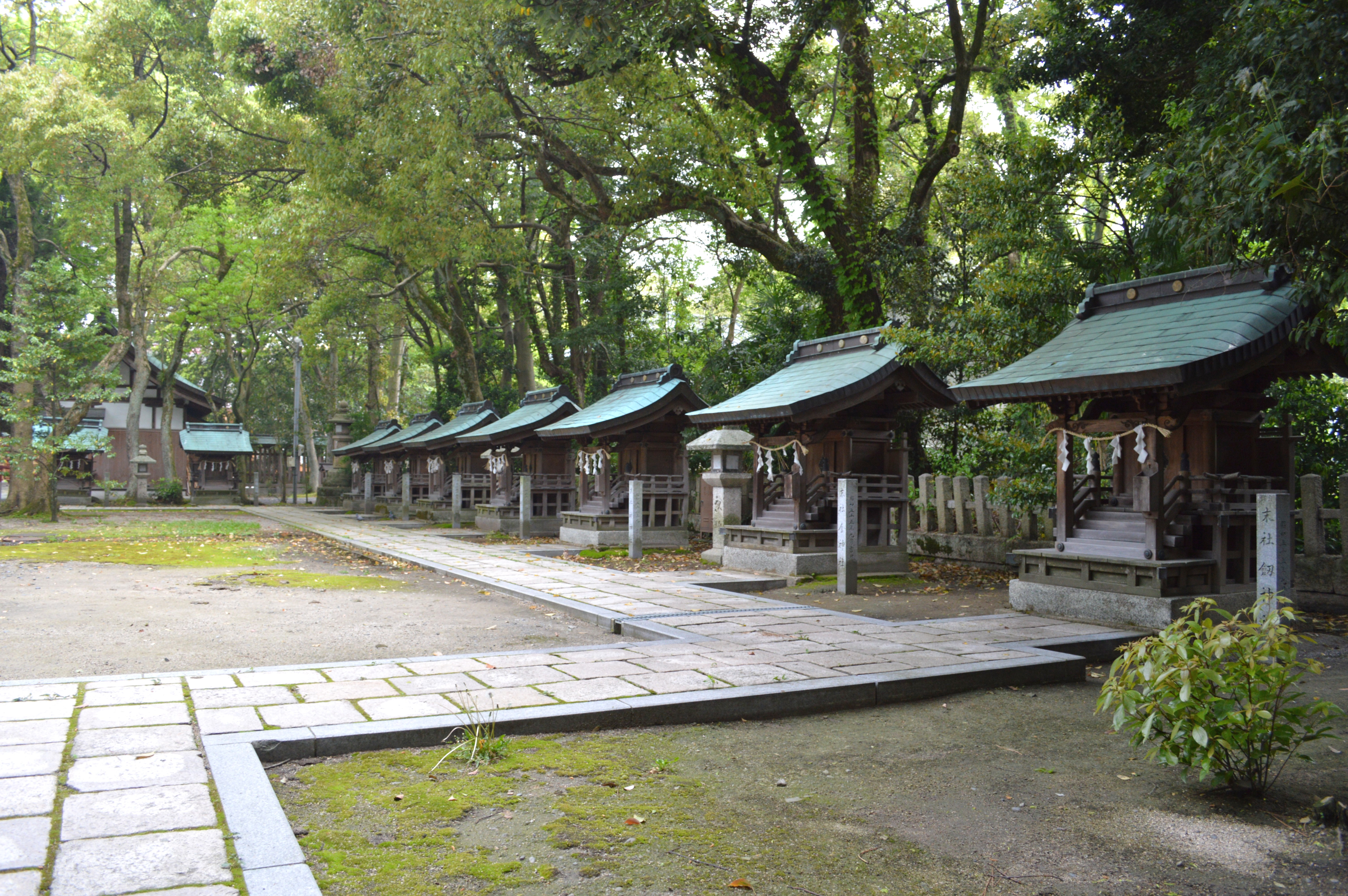
九社の宮左最奥の伊佐々別・擬領の2社は北面し、右列の御子神7社は東面する。

擬領神社
- 祭神：建功狭日命（たけいさひのみこと）

「おおみやつこじんじゃ」。九社の宮の一社。祭神は一説に大美屋都古神（おおみやつこのかみ）とも、玉佐々良彦命（たまささらひこのみこと）とも。建功狭日命は『先代旧事本紀』に角鹿国造祖と記されている人物である。
劔神社
- 祭神：姫大神尊（ひめのおおかみのみこと）

「つるぎじんじゃ」。九社の宮の一社で、第一之王子宮。社伝では、敦賀市莇生野の劔神社からの勧請という。
金神社
- 祭神：素盞嗚尊（すさのおのみこと）

「かねのじんじゃ」。九社の宮の一社で、第二之王子宮。社伝では弘仁7年（816年）に参詣した空海が金神社の霊鏡を高野山に遷したとして、高野山鎮守社の丹生都比売神社で祀られる気比神は当社にあたるという（ただし、現在の丹生都比売神社では祭神を大食都比売神とする）。
林神社
- 祭神：林山姫神（はやまひめのかみ）

「はやしのじんじゃ」。九社の宮の一社で、第三之王子宮。社伝では延暦7年（788年）に参詣した最澄が林神社の霊鏡を比叡山に遷したとして、比叡山鎮守社の日吉大社で祀られる気比神は当社にあたるという（ただし、現在の日吉大社では祭神を仲哀天皇とする）。
鏡神社
- 祭神：神功皇后奉献の宝鏡の神霊

「かがみのじんじゃ」。九社の宮の一社で、第四之王子宮。社伝では、神功皇后が奉献した神宝のうち宝鏡が霊異をなしたので、別殿に国常立尊とともに「天鏡宮（あめのかがみのみや）」として祀ったことに始まるという。
大神下前神社
- 祭神：大己貴命、合祀に稲荷神・金刀比羅神
- 社格：式内社「大神下前神社」、越前国内神名帳「従五位 大神下前神」または「従五位 道後神」、旧村社
- 例祭：10月10日

「おおみわしもさきじんじゃ」。角鹿神社とともに裏参道に鎮座する。古くは「道後神社」と称し、神宮の北方鎮守社として天筒山山麓の宮内村（現・敦賀市金ケ崎町）に鎮座したとされる（旧社地は不詳）。明治9年（1876年）に村社に列したが、明治44年（1911年）に鉄道敷設に伴って境内に遷座した。本殿は流造檜皮葺。
兒宮（児宮）
- 祭神：伊弉冊尊
- 例祭：11月15日

「このみや」。角鹿神社とともに裏参道に鎮座する。寛和2年（986年）に遷宮があったといい、それ以前からの鎮座と伝える。江戸時代以降は子育て・小児の守護神として信仰されている。
猿田彦神社
- 祭神：猿田彦大神

表参道の大鳥居近くに鎮座する。祭神は気比神を案内する神であるという。
神明両宮
- 祭神：天照皇大神（内宮）、豊受大神（外宮）

九社の宮と並んで鎮座する。外宮は慶長17年（1612年）、内宮は元和元年（1615年）の勧請。
- 大神下前神社
- 兒宮
- 猿田彦神社
- 神明両宮

### 関係社
常宮神社
- 鎮座地：敦賀市常宮（北緯35度41分25.36秒 東経136度1分46.63秒 / 北緯35.6903778度 東経136.0296194度）
- 祭神：天八百萬比咩命、神功皇后、仲哀天皇、日本武命、応神天皇、玉姫命、武内宿禰命
- 社格：式内社「天八百万比咩神社」論社、越前国内神名帳「従二位 天八百万比咩大明神」論社、旧県社

「じょうぐうじんじゃ」。神宮の元境外摂社・元奥宮。古くから神宮と関係が深く、神宮とは「本宮・摂社」「口宮・奥宮」「ひもろぎの宮・鏡の宮」「上社・下社」などと一対でも称されたという。明治10年（1877年）に内務省によって常宮神社境内社の天国津彦神社・天国津姫神社・天鈴神社・伊覩神社（いずれも式内社）とともに神宮の境外摂社に定められたが、その後いずれも神宮からは独立した。
現在も7月22日の「総参祭」では神宮の神々・神官が船に乗って常宮神社に神幸するが、これは一説に気比神（陽神）が常宮神（陰神）を訪れる神事であるともいう。そのほか、文献には多くの記述が見える。詳しくは「常宮神社」を参照。
大椋神社
- 鎮座地：敦賀市大蔵2-25-2（北緯35度39分7.47秒 東経136度5分32.73秒 / 北緯35.6520750度 東経136.0924250度）
- 祭神：天手力雄命
- 社格：式内社「大椋神社」、越前国内神名帳「正二位 大椋大明神」、旧村社

「おおくらじんじゃ」。神宮の東方鎮守社。『日本三代実録』で元慶4年（880年）に従四位上から正四位下に昇叙されたと見える「大宰神」に比定される。鎮座地の地名「大蔵」は、かつて神宮の大蔵があったことに因むという。境内では鎌倉時代の13世紀後半頃の経塚が発見されており、出土品（経筒など）は「大椋神社経塚出土品」として敦賀市指定有形文化財に指定。
劔神社
- 鎮座地：敦賀市莇生野47-16（北緯35度37分38.02秒 東経136度2分28.34秒 / 北緯35.6272278度 東経136.0412056度）
- 祭神：比咩大神（配祀に応神天皇）
- 社格：式内社「剣神社」論社、越前国内神名帳「正二位 剣大明神」論社、旧村社

「つるぎじんじゃ」。神宮の西方鎮守社。
志比前神社
- 鎮座地：敦賀市道ノ口榊林2（北緯35度37分34.74秒 東経136度4分37.40秒 / 北緯35.6263167度 東経136.0770556度）
- 祭神：経津主命
- 社格：式内社「志比前神社」、越前国内神名帳「正二位 椎前大明神」、旧村社

「しいざきじんじゃ」。「椎前神社」「志比神社」とも。神宮の南方鎮守社。『新抄格勅符抄』大同元年牒に見える「椎前神 三戸」や、『日本三代実録』で元慶4年（880年）に従四位上勲六等から正四位下勲六等に昇叙されたと見える「推前神」に比定する説がある。経津主命を祭神とするため、「香取大明神」とも称されたという。
神宮の北方鎮守社は天筒山山麓にあった道後神社（式内社「大神下前神社」に比定）で、現在は「大神下前神社」として神宮境内に鎮座する。
なお、気比の松原付近の別宮神社（敦賀市）について、元は氣比神宮の別宮であったとする説がある。同神社付近では松原客館（渤海使滞在用施設）の所在も推定されており、神社前の松原遺跡では和同開珎・小鏡・銅鈴、緑釉・須恵器片が出土しているが、確定には至っていない。

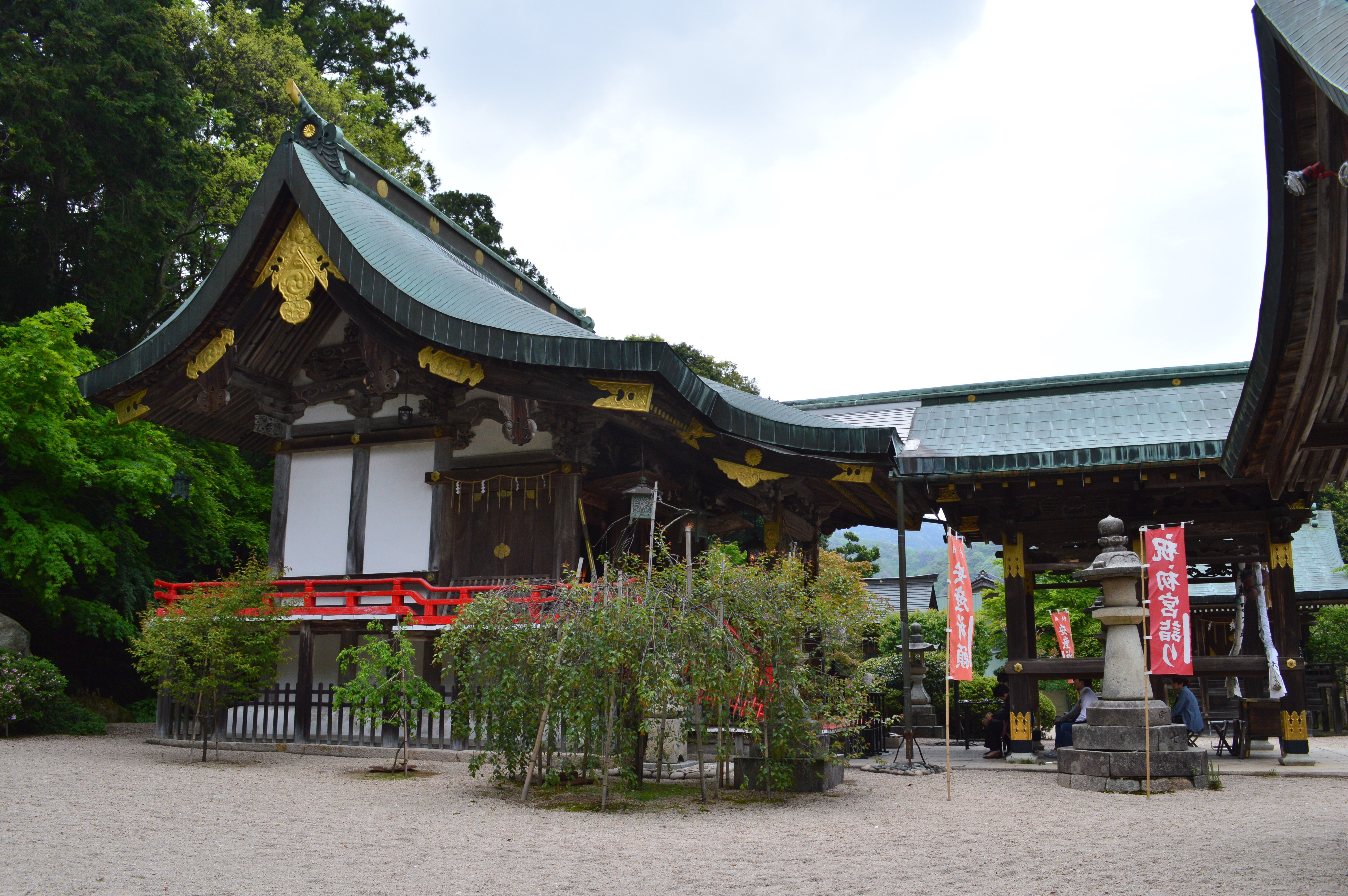
常宮神社（常宮） 元奥宮・元摂社。
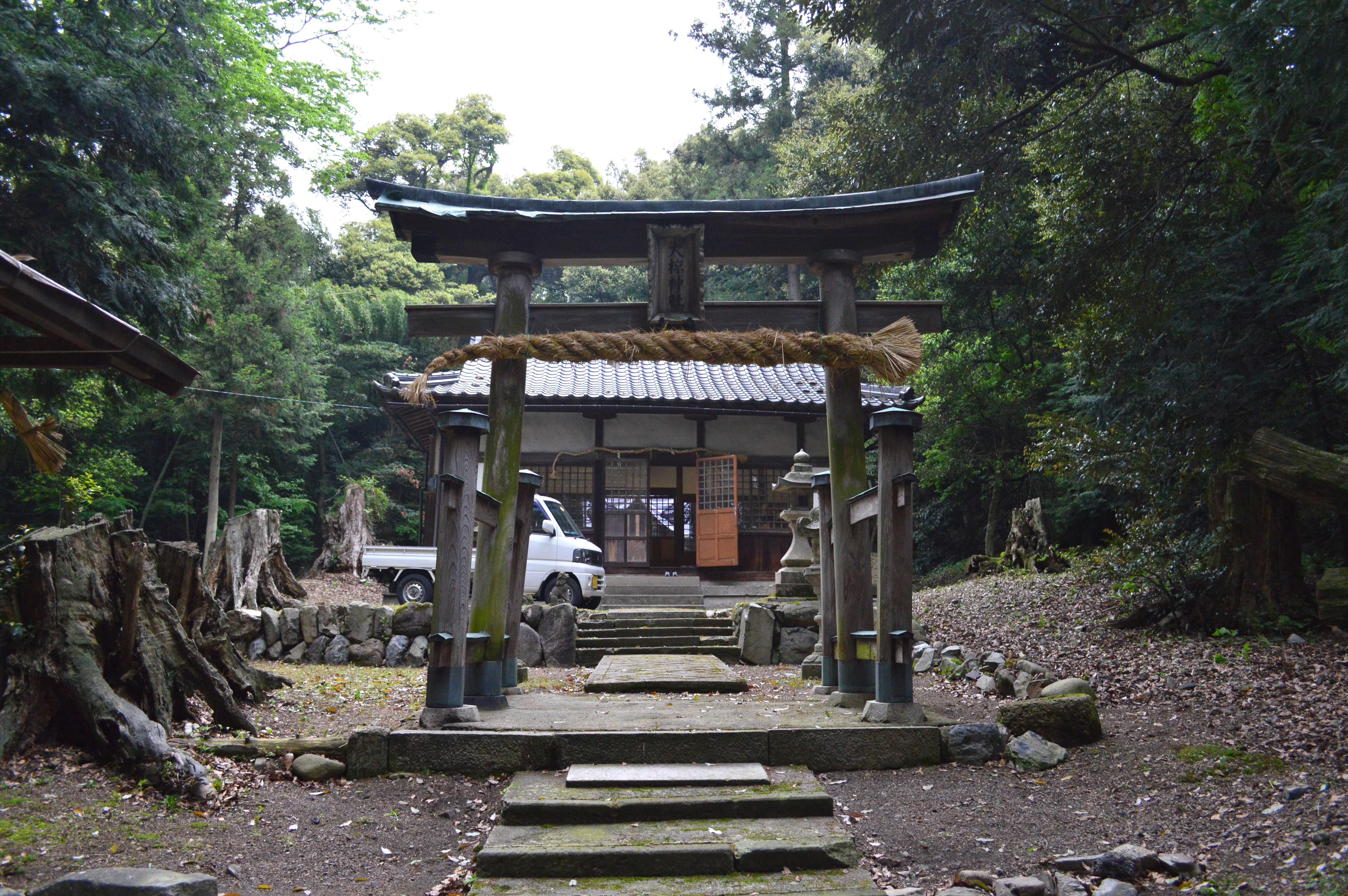
大椋神社（大蔵） 神宮の東方鎮守社。
劔神社（莇生野） 神宮の西方鎮守社。
志比前神社（道口） 神宮の南方鎮守社。
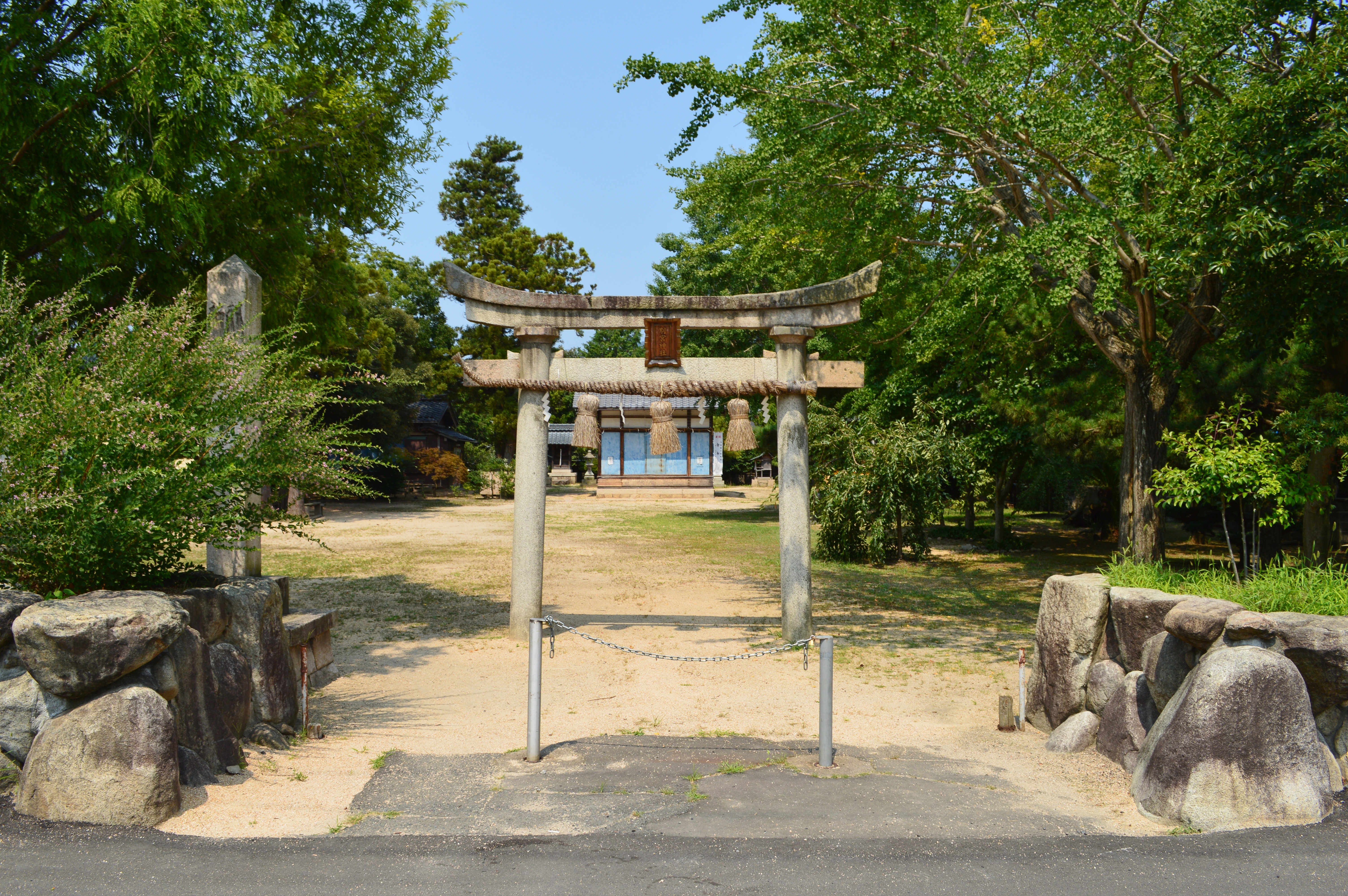
別宮神社（櫛川） 一説に氣比神宮の別宮。

## 祭事

### 年間祭事
氣比神宮で年間に行われる祭事の一覧。
- 毎日
  - 御日供祭（毎朝）
- 毎月
  - 朔旦祭（1日）
  - 月次祭（15日）
- 1月
  - 若水祭、歳旦祭（1月1日）
  - 元始祭（1月3日）
  - 古神札御焚上祭（1月15日）
- 2月
  - 節分祭（2月3日）
  - 紀元祭（2月11日）
- 3月
  - 御誓祭（3月6日（旧暦2月6日））
  - 御名易祭（6月8日（旧暦2月8日））
- 4月
  - 昭和祭（4月29日）
- 5月
  - 角鹿神社初卯祭（5月初卯日） - 角鹿神社例祭。
  - 春季例祭（5月4日）
- 6月
  - 御田植祭（6月15日）
  - 牛腸祭（6月16日）
  - 夏越大祓式（6月30日）
- 7月
  - 総参祭（7月22日（旧暦6月中卯日））
- 9月
  - 気比の長祭り（9月2日-15日）
    - 神幸祭（9月3日）
    - 例大祭（9月4日（旧暦8月4日））
- 10月
  - 大神下前神社例祭（10月10日）
  - 神嘗祭当日祭（10月17日）
- 11月
  - 明治祭（11月3日）
  - 兒宮例祭（11月15日）
  - 新嘗祭（11月23日）
- 12月
  - 〆替・煤払い神事（12月15日）
  - 天長祭（12月23日）
  - 年越大祓式、除夜祭、献燈祭（12月31日）
- その他定期祭
  - 猿田彦神社祭（庚申の日）

### 例祭
- 宵宮祭（9月2日）
- 神幸祭（9月3日）
- 例大祭（9月4日）
- 後日祭（9月5日から月次祭までの間）
- 月次祭（9月15日）

氣比神宮の例祭（れいさい）は、毎年9月4日に行われる。古くは旧暦8月4日に行われたが、これは仲哀天皇・神功皇后以下4柱の合祀がなされた大宝2年（702年）8月4日に因むという。例祭自体は9月4日になるが、各種神事は2日の宵宮祭から始まる。そして15日の月次祭まで祭事が続くことから、一連の祭りは「気比の長祭」と称される。また、俗に「けえさんまつり」ともいう。この期間中は、敦賀市内でも「敦賀まつり」として各種行事が行われる。
2日には翌日からの祭りに備えて本殿で宵宮祭が行われ、大鳥居前には各町内から山車が集まって舞が奉納される。そして3日には神幸祭として、祭神の神霊を遷した鳳輦の市内巡幸が壮麗な行列とともに行われ、市内は大きな賑いを見せる。続く4日の例大祭は1年間で最重要の祭りである。この祭りでは神社本庁から献幣使が参向して幣帛料が献じられ、本殿において古式に則った神事が行われたのち、市内各町の山車の巡幸が行われる。その後、祭りは5日からの後日祭を経て15日の月次祭で終了する。

### 特殊神事

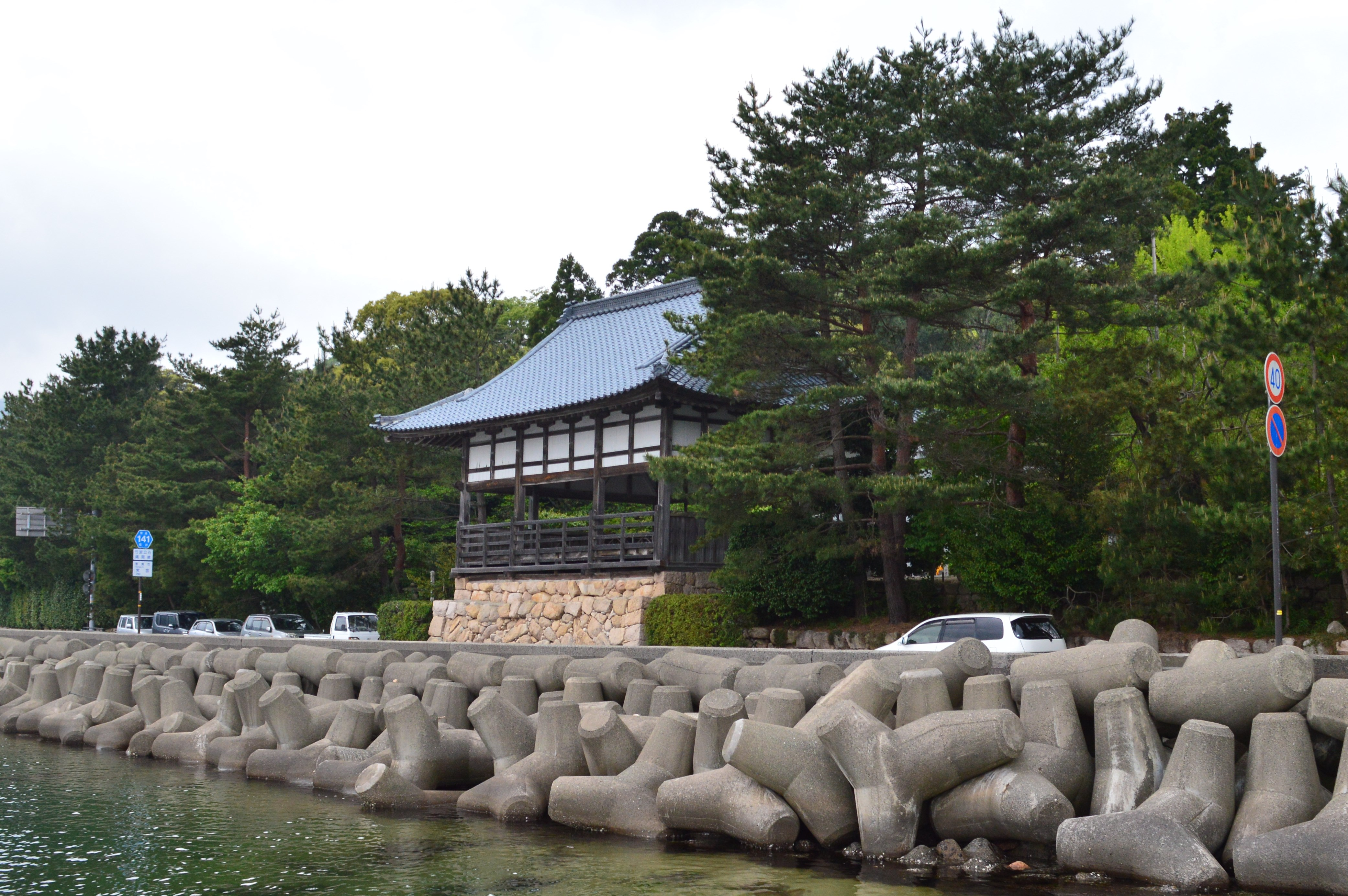
常宮神社（敦賀市常宮）氣比神宮の元奥宮。神宮の対岸に位置し、総参祭では神宮からの神輿が船で渡御する。

神宮で行われる特殊神事。
御誓祭
「みちかいまつり」。3月6日（古くは旧暦2月6日）。仲哀天皇2年2月6日、天皇自ら参詣して「此地に宮居を定めて永く居らん」と誓った故事に因む神事。
御名易祭
「みなかえまつり」。3月8日（古くは旧暦2月8日）。神功皇后摂政13年2月8日、皇太子（応神天皇）と気比神が名易（名変え）を行なった故事に因む神事。本宮と伊佐々別神社（摂社）に海産物を主とする神饌が献じられる。
御田植祭
「おたうえさい」。6月15日。田植え前に行われる神事で、田長以下早乙女が神楽歌を口ずさんで豊作祈願が行われる。平安時代から行われる神事であるという。
牛腸祭
「ごちょうさい」。6月16日。9月の神幸祭で引く山車の順序を米くじで決める神事。女人禁制のほか厳重な制度のもと行われる。
総参祭
「そうのまいりのまつり」。7月22日（古くは旧暦6月中卯日）。仲哀天皇2年に、神功皇后が仲哀天皇の命により敦賀から穴門国へ向かった故事に因む神事。前日夜には「寅神祭」として、海上安全と船型神輿への神霊奉遷の神事が行われる。そして当日には御座船「神宮丸」に船型神輿を載せ、御幸浜（みゆきはま）から敦賀湾に出船して途中船中で祭典が行われ、対岸にある旧摂社常宮神社への渡御が行われる。この日の敦賀湾は禁漁日となり、奉祀すれば3年の豊漁に恵まれるということから、多数の漁業者も曳行を行う。祭名「そうのまいり」は、このように総じて参拝する様子を称したものという。
なおこの神事について、神宮では神功皇后が百官を率いて出征した故事に因むとするが、地元では気比神が眷属・氏子を率いて常宮神を妻訪いする神事であると伝える。

## 文化財

### 重要文化財（国指定）
- 大鳥居（建造物）
1901年（明治34年）3月27日に古社寺保存法に基づき特別保護建造物に指定[32]、1950年（昭和25年）の文化財保護法施行により国の重要文化財に指定。

### 国の名勝
- けいの明神（氣比神宮境内）（名勝「おくのほそ道の風景地」のうち） - 2016年（平成28年）10月3日指定[59]。

### 敦賀市指定文化財
- 有形文化財
  - 木彫 猿田彦面（彫刻） - 「天文十年（1541年）紀久次」の墨書を有する。1954年（昭和29年）4月25日指定[53]。
  - 能面 尉 銘 イセキ（彫刻） - 1956年（昭和31年）4月1日指定[53]。
  - 紙本著色 気比神宮古図（歴史資料） - 敦賀市立博物館寄託。1954年（昭和29年）4月25日指定[53]。
- 天然記念物
  - 気比神宮のユーカリノキ - 1983年（昭和58年）4月1日指定[60]。

### 関連文化財
- 氣比宮社記 9冊 - 敦賀市指定有形文化財（典籍）。平松周家著。2008年（平成20年）11月14日指定[53]。

## 気比神宮寺
気比神宮寺（けひじんぐうじ）は、氣比神宮にかつて存在した神宮寺。現在は廃寺。
『藤氏家伝』によれば神宮寺の成立は霊亀元年（715年）で、文献上では全国の神宮寺の中で最古になる。同書によれば、藤原武智麻呂の夢に気比神が現れ、宿業によって神の身となったことの苦悩を告げて仏道による救済を求め、武智麻呂はその願いを容れて神宮寺を建立したという。
斉衡2年（855年）には、気比大神宮寺と御子神宮寺（不詳）に対して得度僧5人・心願住者5人の計10人の常住僧を置くことが定められた。また、天安2年（858年）には仏像造立費として稲1万束の充当、天安3年（859年）には大般若経一部の安置の記事が見えるほか、貞観2年（860年）記事では神宮寺が定額寺となされている。その後の経緯は記録がなく明らかでない。大永6年（1526年）の正遷宮に際して神宮寺御読経所で読経があったともいうが、廃絶の経緯・跡地は不詳。なお、付近の善妙寺や妙願寺では神宮寺を前身とするという由緒を伝える。
若狭・越前地方の神宮寺では、劔神社（丹生郡越前町）の神宮寺成立が710年代と推定されるほか、若狭彦神社（小浜市）神宮寺の神願寺（若狭神宮寺）では養老年間（717年-724年）の創建譚が『類聚国史』に記されている。気比神宮寺を含むこれら神宮寺の相次ぐ成立に関して、その時期・位置の近さから同一僧侶（一説に白山開基の泰澄）による活動を推測する説がある。また成立要因に関して、敗者として「祟り性」を備える仲哀天皇（氣比神宮祭神）・忍熊皇子（劔神社祭神）の霊を仏道の面から慰撫する目的であったと推測する説もある。

## 現地情報
所在地
- 福井県敦賀市曙町11-68

交通アクセス
- 鉄道：西日本旅客鉄道（JR西日本）北陸新幹線・北陸本線・小浜線、ハピラインふくい線 敦賀駅
  - 徒歩：約15分
  - バス：福鉄バスまたは敦賀市コミュニティバスで「気比神宮前」停留所下車、徒歩約2分。

周辺
- 敦賀駅前商店街
- 敦賀市立博物館
- みなとつるが山車会館
- 紙わらべ資料館
- 敦賀港
- 金崎宮

### 本文